# 京丹後市
京丹後市（きょうたんごし）は、京都府北部地域にある市。北西で日本海に面し、京都府および近畿地方の最北端である経ヶ岬が市内の丹後町にある。

## 概要

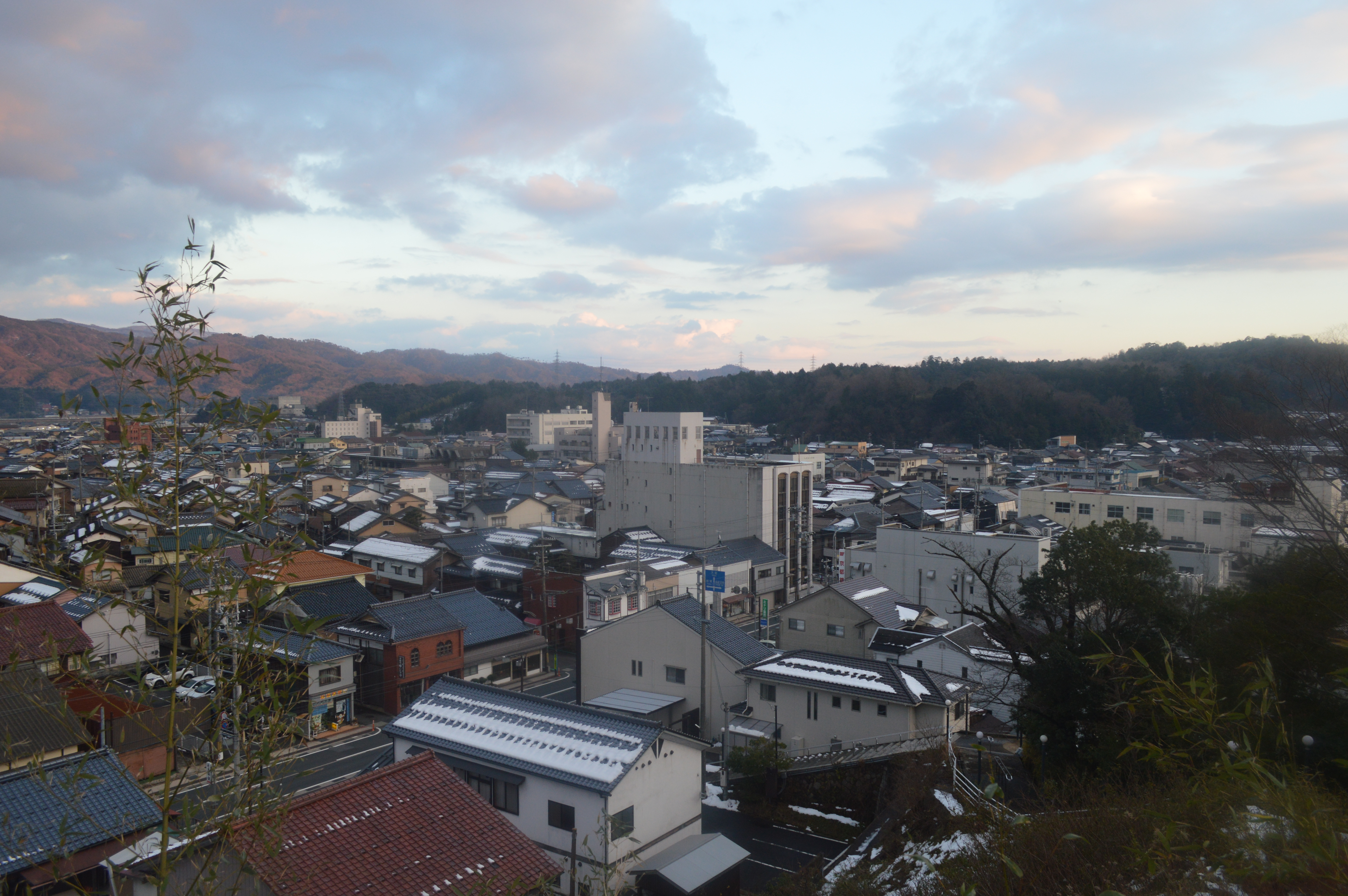
市役所本庁舎が置かれている峰山

日本海に突き出す丹後半島の大部分を占めており、自然の美しさや、ズワイガニの高級品「間人（たいざ）ガニ」など海産物に恵まれている。日本海側気候であり、豪雪地帯に指定されている。
市域を京都丹後鉄道宮豊線が横断するが、空港や新幹線駅からは遠く、公共交通機関では東京都からは片道6時間程度かかり、時間的に「東京から最も遠い町」の一つである。このため2022年、航空会社のピーチ・アビエーションおよびバス会社のWILLER（ウィラー）と連携し、従来は来訪者の9割以上を占めていた近畿地方以外からの観光誘客と、ふるさと納税拡大を取り組みを始めた。
2018年（平成30年）、沖縄国際映画祭 JIMOT CM REPUBLIC 全国46都道府県部門において、大宮町常吉地区をモデルにSDGsのgoal11「住み続けられるまち作り」を題材に制作したCM「便利さよりも安心できるまち京丹後」でグランプリを受賞した。
確実な記録がある世界で最高齢の男性である木村次郎右衛門を始め、2013年2月時点で100歳以上の長寿者が全国平均の約2.5倍となる60人在住している。市では同年齢以上を「健康大長寿」と称したうえで、これを活かした自治体や医療関係者および市民向けのシンポジウム「健康大長寿のさとづくり全国交流会」を2008年11月に初めて開催した。また、2013年度からは食習慣を調査し市民向けに広報するとともに「長寿のまち」としてアピールするとしている。2016年3月には市と京都府立医科大学が長寿に関する研究を行う施設を京丹後市立弥栄病院内に共同で設置し、京都府立医科大学附属北部医療センターとも連携して市内の高齢者を対象とした調査が10年間かけて行われる予定となっている。
2017(平成29)年からは、長寿の要因を探るため、65歳以上の高齢者を対象に2000項目にわたる健康調査を実施し、青森県の弘前大学と協同で「京丹後長寿コホート研究」で実施、青森県弘前市「岩木健康増進プロジェクト」と連携した同市岩木町との地域比較を行っている。また、(株)Peach AviationとWILLE(株)と共同し健康長寿に関連した旅行商品を開発した。

### 名称
地名の由来
市名は丹後国に由来する。平成の大合併において、京都府内では既存の市名との重複を避けるためもあって「京」を冠する所が多いが、当市の場合は合併する自治体の中に「丹後町」があったため、他町への配慮からか重複がないにもかかわらず「京」を冠している。一般的に都市名の重複を避ける等のために冠する側になる旧国名が、冠される側になった珍しい例である。

## 地理
丹後半島の大部分の海岸線は、切り立った複雑な断崖によって形成されている。

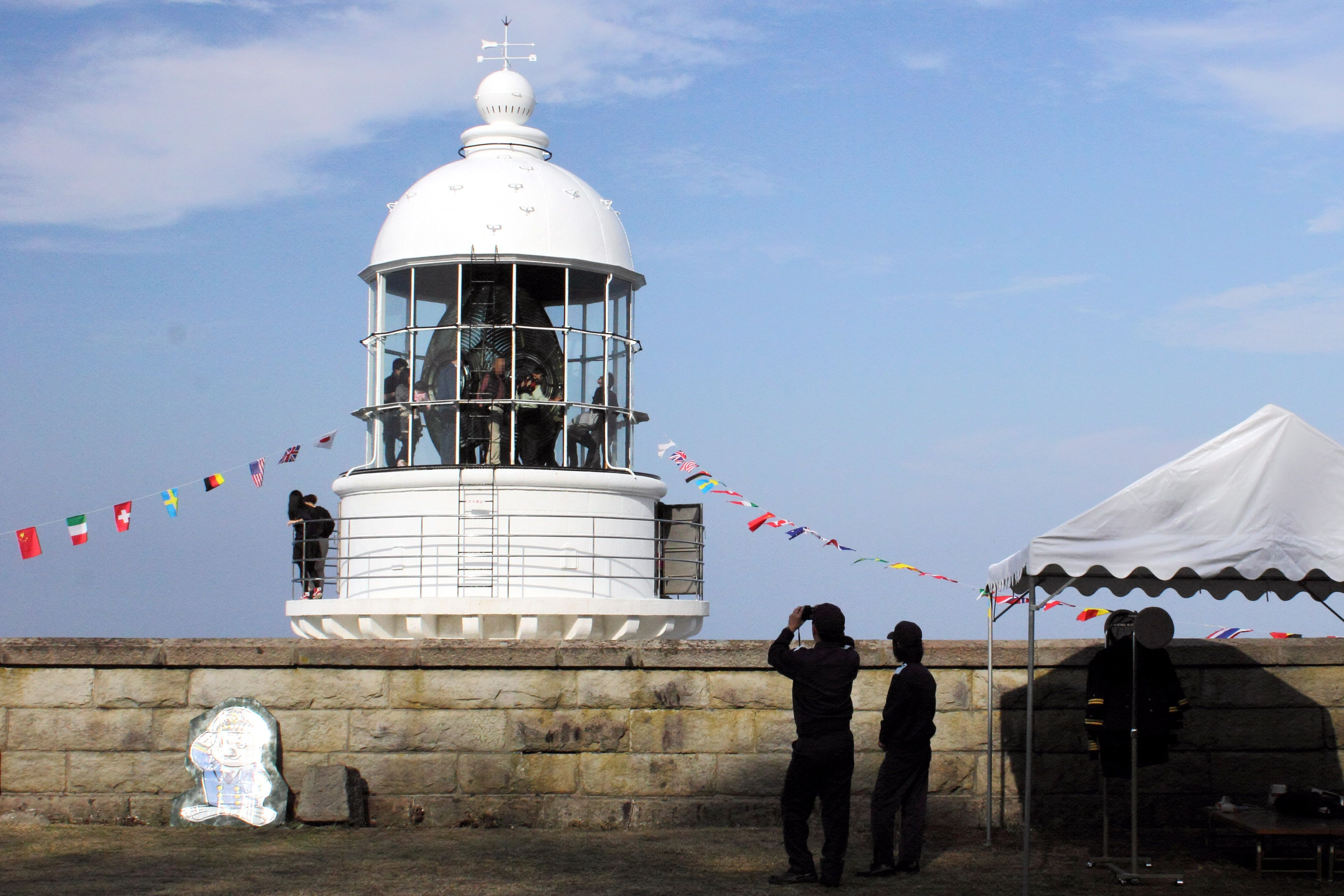
経ヶ岬灯台

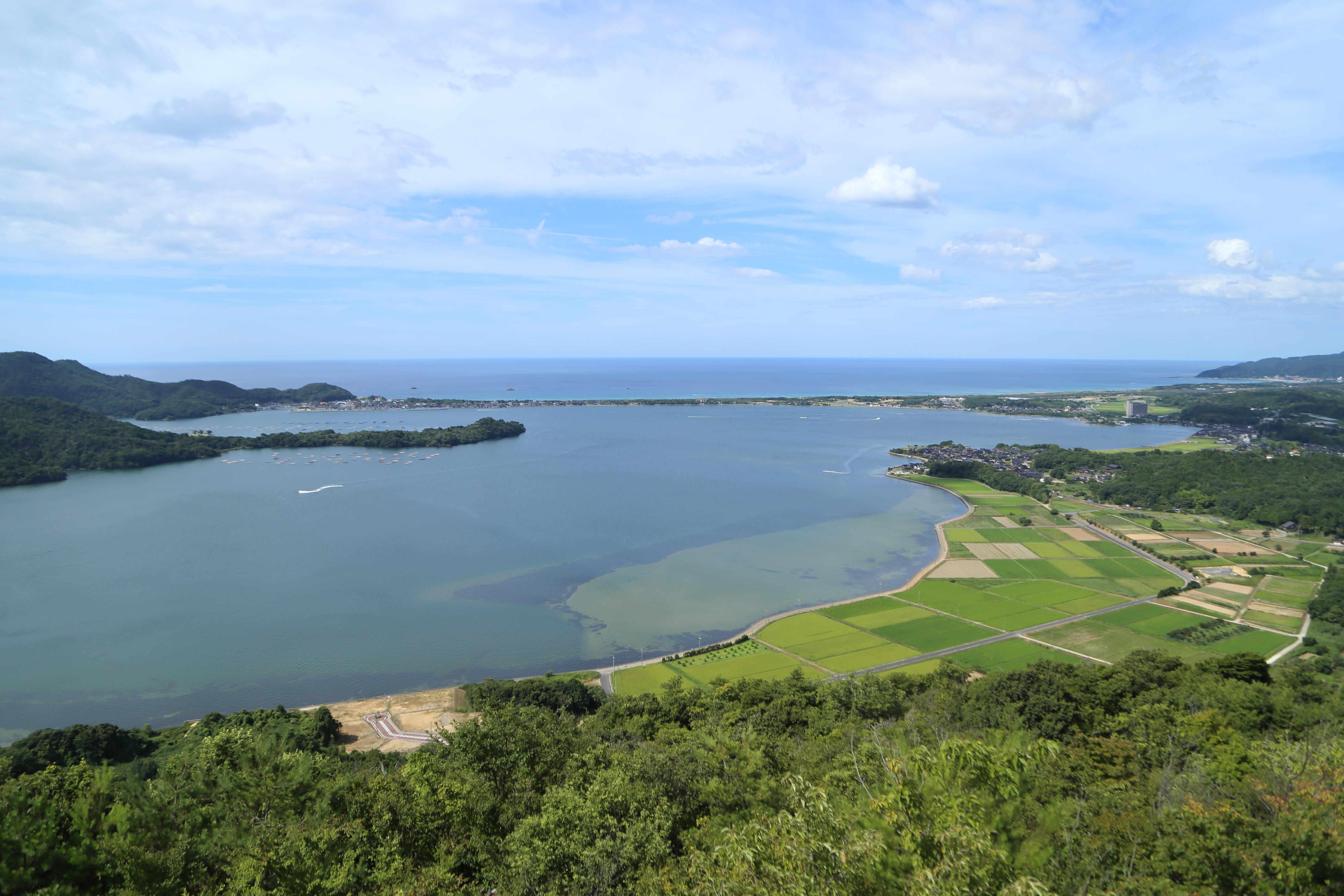
久美浜湾

### 位置
京都府の最北部に位置しており、市制施行時点の人口は約67,000人だった。旧峰山町役場に市役所が置かれたほか、その他の5つの旧町役場はそれぞれ市役所庁舎となった。現在の京丹後市は全域がかつての久美浜県に含まれる。
京都丹後鉄道宮豊線には、市名を冠する駅としては京丹後大宮駅がある（2015年3月まで丹後大宮駅）。同線には峰山駅、網野駅、久美浜駅と旧町名を名乗る駅も存在する。なお、高速道路や自動車専用道路などとしては山陰近畿自動車道（鳥取豊岡宮津自動車道）の一部が敷設されている。

### 地形

#### 山岳
主な山
- 依遅ヶ尾山 - 標高540m。関西百名山の一つ。
- 金剛童子山 - 標高613m。
- 太鼓山 - 標高683m。山頂付近に太鼓山風力発電所がある。
- 鼓ヶ岳 - 標高569m。中腹に成相寺がある。
- 磯砂山 - 標高661m。
- 高尾山 - 標高620m。
- 高山 - 標高702m。丹後半島の最高峰。
- 権現山 - 標高601m。
- 兜山 - 標高192m。

主な峠
- 七竜峠（網野町）
- 引原峠（網野町）
- 比治山峠（峰山町・久美浜町） - 2000年に国道312号の新トンネル（比治山バイパス）が開通したため、峠と呼ばれることは少なくなった。旧道は柵で封鎖してあり、地元の人しか立ち入りできない。
- 河梨峠（久美浜町）
- 大内峠（大宮町） - 与謝野町へと続く府道53号線。
- 平地峠（大宮町）

#### 河川
主な河川
- 竹野川
  - 鱒留川（竹野川の支流）
- 宇川（野間川）
- 小西川
- 福田川
  - 新庄川（福田川の支流）

#### 湖沼
- 久美浜湾（潟湖）
- 離湖

#### その他地形
- 上り山
- 琴引浜
- 小天橋
- 経ヶ岬
- 峰山盆地
- 郷村断層

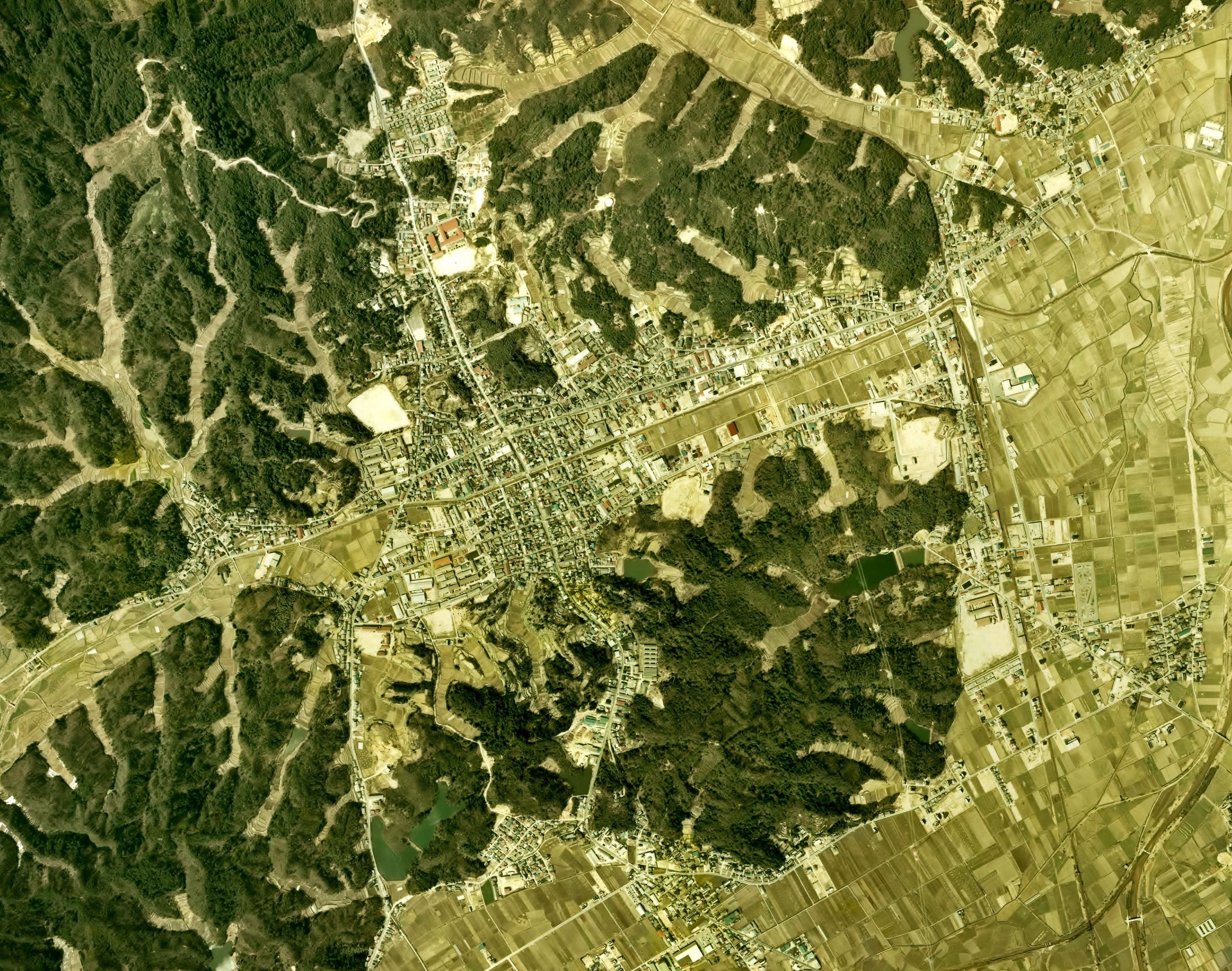
旧峰山町中心部周辺の空中写真。1975年撮影の2枚を合成作成。国土交通省 国土地理院 地図・空中写真閲覧サービスの空中写真を基に作成。
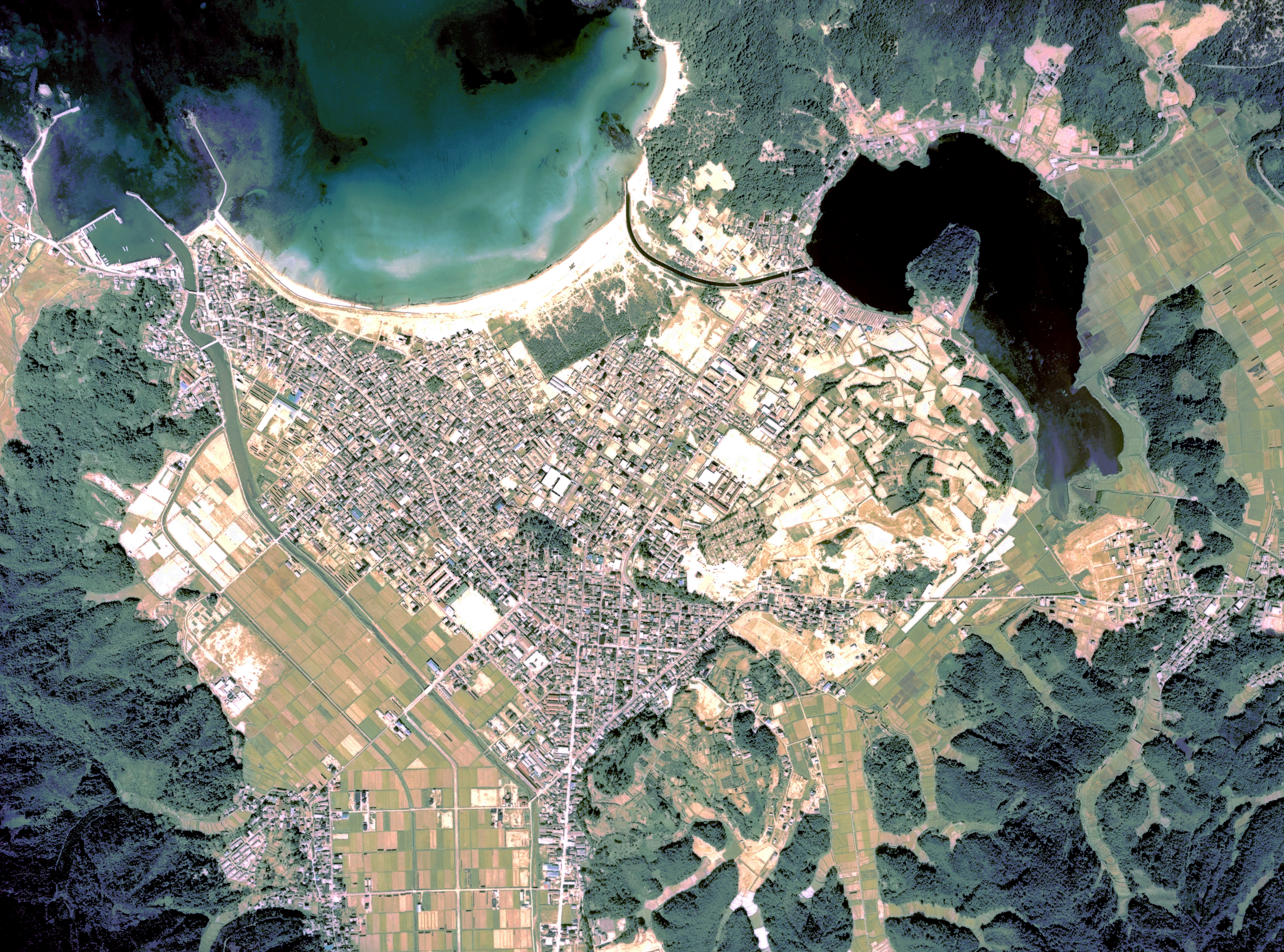
旧網野町中心部周辺の空中写真。1975年撮影の2枚を合成作成。国土交通省 国土地理院 地図・空中写真閲覧サービスの空中写真を基に作成。
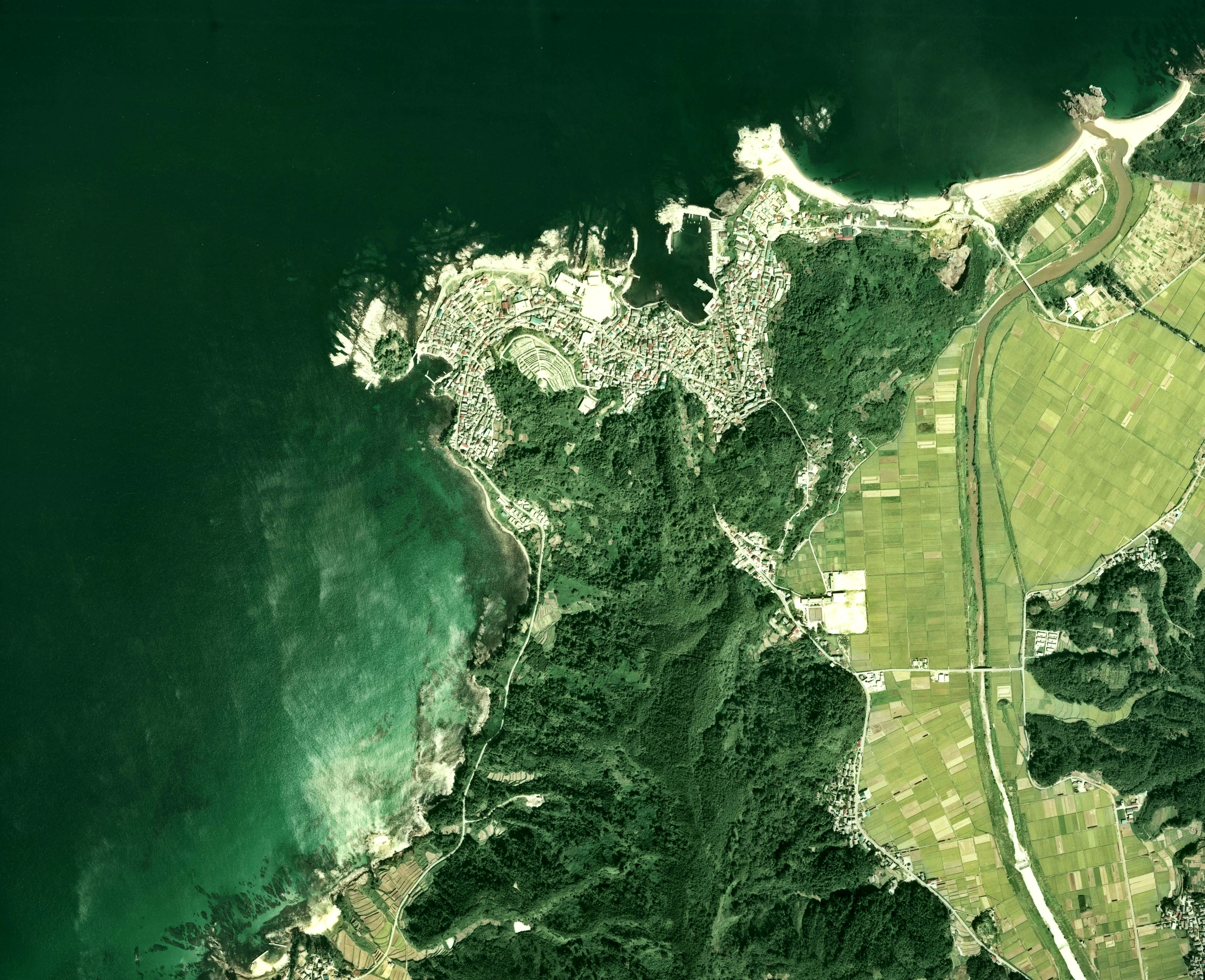
旧丹後町、間人地区周辺の空中写真。1975年撮影の2枚を合成作成。国土交通省 国土地理院 地図・空中写真閲覧サービスの空中写真を基に作成。
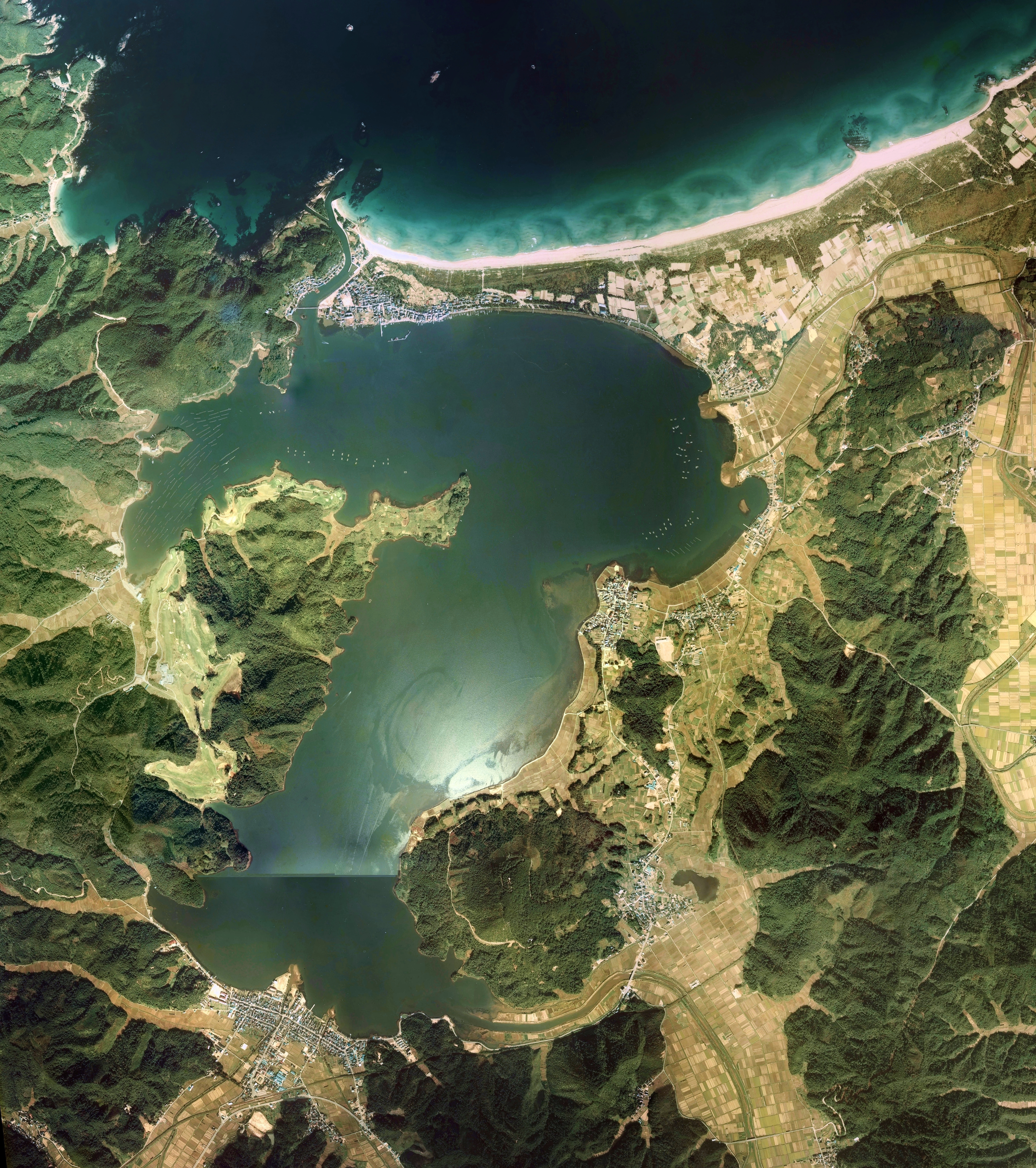
久美浜湾付近の空中写真。1976年撮影の12枚を合成作成。
国土交通省 国土地理院 地図・空中写真閲覧サービスの空中写真を基に作成。

### 地域
旧町の概要
旧町名は大字として住所表記に残された。峰山町、大宮町が中郡、網野町、丹後町と弥栄町が竹野郡、久美浜町が熊野郡であった。合併による市制施行によりこれら三つの郡は消滅した。
- 峰山町 - 京極高知が築いた丹後藩の伝統を伝える峰山藩があった。丹後半島の中心に位置し、「天女の羽衣伝説」で知られる。
- 大宮町 - 小野小町の伝説で知られる。
- 網野町 - 日本海に面し、鳴き砂の浜である琴引浜などの海水浴場がある。丹後ちりめんの生産が盛んである。
- 丹後町 - 近畿地方最北端の経ヶ岬と、そこに立つ灯台がある。難読地名の間人（たいざ）は「間人ガニ」で知られる。
- 弥栄町 - 丹後半島のほぼ中央に位置し、細川忠興の妻・ガラシャ幽閉の地。京丹後市内最大の病院である「京丹後市立弥栄病院」（旧：弥栄町国民健康保険病院）がある。
- 久美浜町 - 兵庫県との県境に位置し、日本海に面した町で町内では温泉も湧いている。兵庫県豊岡市との府県境をまたいだ合併話も出たことがある。

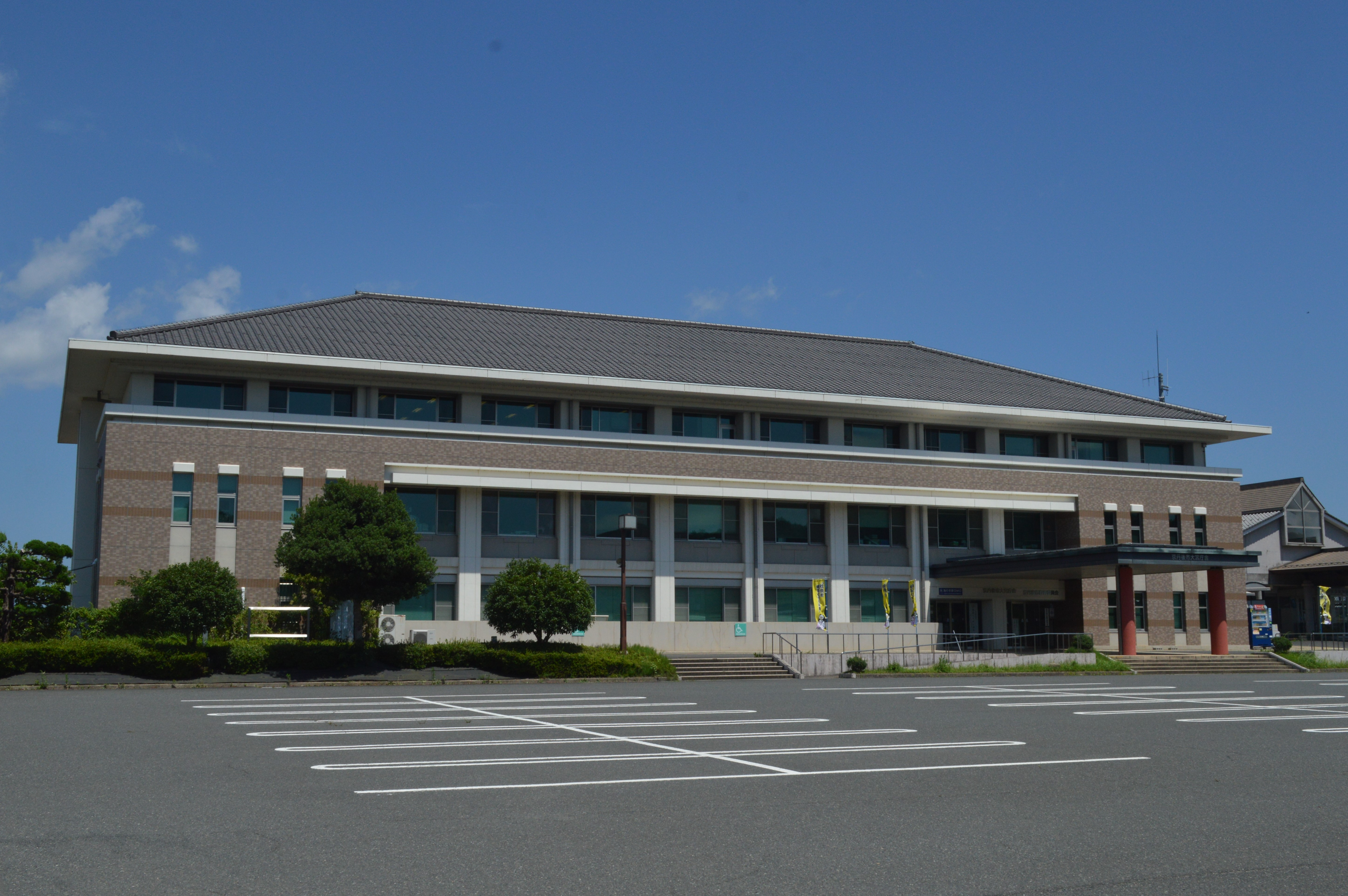
京丹後市大宮庁舎
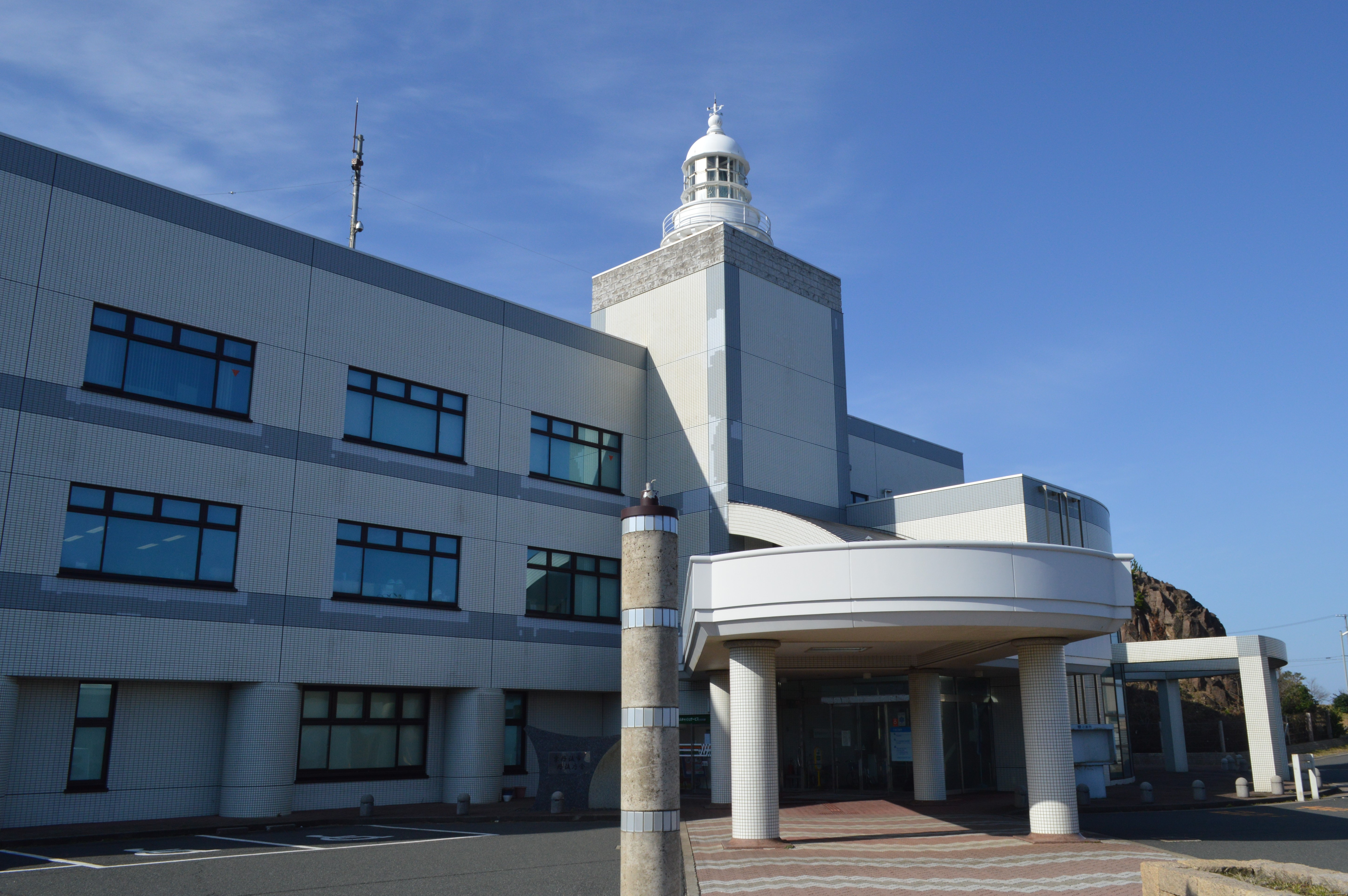
京丹後市丹後庁舎
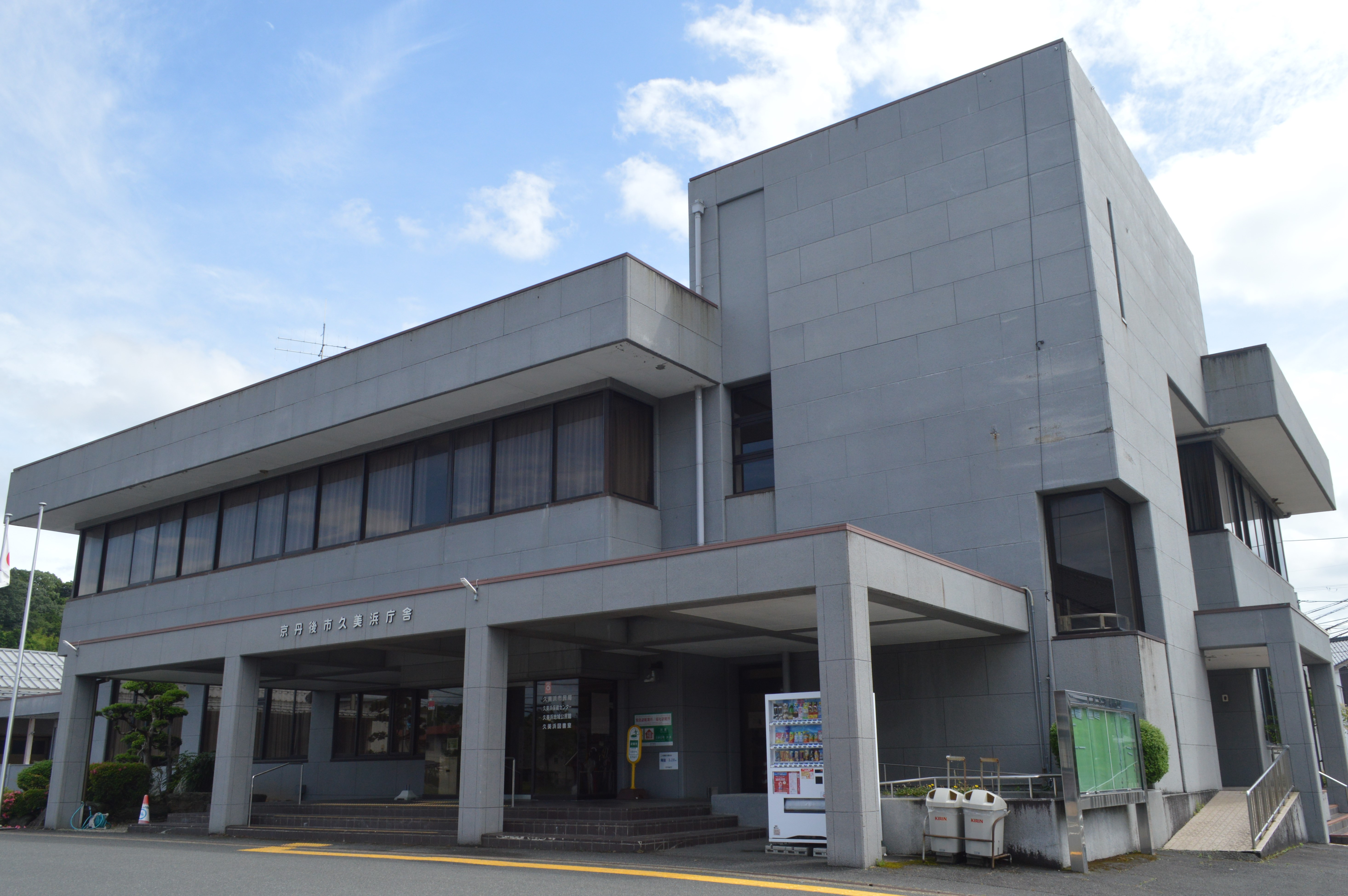
京丹後市久美浜庁舎

### 気候
| 間人（1991年 - 2020年）の気候      | 間人（1991年 - 2020年）の気候 | 間人（1991年 - 2020年）の気候 | 間人（1991年 - 2020年）の気候 | 間人（1991年 - 2020年）の気候 | 間人（1991年 - 2020年）の気候 | 間人（1991年 - 2020年）の気候 | 間人（1991年 - 2020年）の気候 | 間人（1991年 - 2020年）の気候 | 間人（1991年 - 2020年）の気候 | 間人（1991年 - 2020年）の気候 | 間人（1991年 - 2020年）の気候 | 間人（1991年 - 2020年）の気候 | 間人（1991年 - 2020年）の気候 |
| 月                                 | 1月                           | 2月                           | 3月                           | 4月                           | 5月                           | 6月                           | 7月                           | 8月                           | 9月                           | 10月                          | 11月                          | 12月                          | 年                            |
| ---------------------------------- | ----------------------------- | ----------------------------- | ----------------------------- | ----------------------------- | ----------------------------- | ----------------------------- | ----------------------------- | ----------------------------- | ----------------------------- | ----------------------------- | ----------------------------- | ----------------------------- | ----------------------------- |
| 最高気温記録 °C （°F）             | 18.5 (65.3)                   | 21.4 (70.5)                   | 24.6 (76.3)                   | 31.3 (88.3)                   | 31.9 (89.4)                   | 34.3 (93.7)                   | 36.3 (97.3)                   | 37.9 (100.2)                  | 36.2 (97.2)                   | 30.4 (86.7)                   | 25.6 (78.1)                   | 22.0 (71.6)                   | 37.9 (100.2)                  |
| 平均最高気温 °C （°F）             | 7.9 (46.2)                    | 8.4 (47.1)                    | 11.8 (53.2)                   | 17.1 (62.8)                   | 21.7 (71.1)                   | 24.6 (76.3)                   | 28.7 (83.7)                   | 30.5 (86.9)                   | 26.2 (79.2)                   | 21.0 (69.8)                   | 15.9 (60.6)                   | 10.7 (51.3)                   | 18.7 (65.7)                   |
| 日平均気温 °C （°F）               | 5.3 (41.5)                    | 5.5 (41.9)                    | 8.2 (46.8)                    | 13.1 (55.6)                   | 17.6 (63.7)                   | 21.1 (70)                     | 25.3 (77.5)                   | 26.9 (80.4)                   | 23.2 (73.8)                   | 18.2 (64.8)                   | 13.1 (55.6)                   | 7.9 (46.2)                    | 15.4 (59.7)                   |
| 平均最低気温 °C （°F）             | 2.7 (36.9)                    | 2.7 (36.9)                    | 5.0 (41)                      | 9.5 (49.1)                    | 14.1 (57.4)                   | 18.3 (64.9)                   | 22.8 (73)                     | 24.2 (75.6)                   | 20.6 (69.1)                   | 15.5 (59.9)                   | 10.3 (50.5)                   | 5.2 (41.4)                    | 12.6 (54.7)                   |
| 最低気温記録 °C （°F）             | −5.1 (22.8)                   | −5.9 (21.4)                   | −3.0 (26.6)                   | 1.0 (33.8)                    | 6.7 (44.1)                    | 11.7 (53.1)                   | 16.3 (61.3)                   | 18.5 (65.3)                   | 14.1 (57.4)                   | 4.9 (40.8)                    | 0.7 (33.3)                    | −3.4 (25.9)                   | −5.9 (21.4)                   |
| 降水量 mm （inch）                 | 222.1 (8.744)                 | 125.4 (4.937)                 | 123.7 (4.87)                  | 99.3 (3.909)                  | 120.4 (4.74)                  | 141.8 (5.583)                 | 170.6 (6.717)                 | 117.7 (4.634)                 | 198.0 (7.795)                 | 138.9 (5.469)                 | 154.7 (6.091)                 | 264.9 (10.429)                | 1,899.1 (74.768)              |
| 平均降水日数 （≥1.0 mm）           | 22.8                          | 16.7                          | 14.5                          | 11.1                          | 10.7                          | 10.9                          | 12.1                          | 8.9                           | 11.9                          | 11.7                          | 15.5                          | 21.6                          | 169.5                         |
| 平均月間日照時間                   | 51.0                          | 79.5                          | 141.4                         | 188.1                         | 205.8                         | 162.9                         | 178.4                         | 220.9                         | 152.7                         | 141.8                         | 99.2                          | 63.7                          | 1,692.5                       |
| 出典1：Japan Meteorological Agency |                               |                               |                               |                               |                               |                               |                               |                               |                               |                               |                               |                               |                               |
| 出典2：気象庁                      |                               |                               |                               |                               |                               |                               |                               |                               |                               |                               |                               |                               |                               |

| 峰山（1991年 - 2020年）の気候      | 峰山（1991年 - 2020年）の気候 | 峰山（1991年 - 2020年）の気候 | 峰山（1991年 - 2020年）の気候 | 峰山（1991年 - 2020年）の気候 | 峰山（1991年 - 2020年）の気候 | 峰山（1991年 - 2020年）の気候 | 峰山（1991年 - 2020年）の気候 | 峰山（1991年 - 2020年）の気候 | 峰山（1991年 - 2020年）の気候 | 峰山（1991年 - 2020年）の気候 | 峰山（1991年 - 2020年）の気候 | 峰山（1991年 - 2020年）の気候 | 峰山（1991年 - 2020年）の気候 |
| 月                                 | 1月                           | 2月                           | 3月                           | 4月                           | 5月                           | 6月                           | 7月                           | 8月                           | 9月                           | 10月                          | 11月                          | 12月                          | 年                            |
| ---------------------------------- | ----------------------------- | ----------------------------- | ----------------------------- | ----------------------------- | ----------------------------- | ----------------------------- | ----------------------------- | ----------------------------- | ----------------------------- | ----------------------------- | ----------------------------- | ----------------------------- | ----------------------------- |
| 降水量 mm （inch）                 | 230.6 (9.079)                 | 154.3 (6.075)                 | 139.4 (5.488)                 | 103.4 (4.071)                 | 122.6 (4.827)                 | 139.0 (5.472)                 | 183.4 (7.22)                  | 131.0 (5.157)                 | 212.2 (8.354)                 | 153.0 (6.024)                 | 151.5 (5.965)                 | 236.9 (9.327)                 | 1,957.3 (77.059)              |
| 降雪量 cm （inch）                 | 96 (37.8)                     | 79 (31.1)                     | 14 (5.5)                      | 1 (0.4)                       | 0 (0)                         | 0 (0)                         | 0 (0)                         | 0 (0)                         | 0 (0)                         | 0 (0)                         | 0 (0)                         | 38 (15)                       | 224 (88.2)                    |
| 平均降水日数 （≥1.0 mm）           | 22.5                          | 18.0                          | 15.5                          | 11.4                          | 10.9                          | 11.1                          | 12.3                          | 9.5                           | 12.4                          | 11.9                          | 15.6                          | 20.3                          | 171.3                         |
| 出典1：Japan Meteorological Agency |                               |                               |                               |                               |                               |                               |                               |                               |                               |                               |                               |                               |                               |
| 出典2：気象庁                      |                               |                               |                               |                               |                               |                               |                               |                               |                               |                               |                               |                               |                               |

### 人口
平成22年（2010年）国勢調査より前回調査からの人口増減をみると、5.87％減の59,044人であり、増減率は府下26市町村中20位、36行政区域中30位。
| |                                          |  |
| 京丹後市と全国の年齢別人口分布（2005年） | 京丹後市の年齢・男女別人口分布（2005年） |  |
| ■紫色 ― 京丹後市 ■緑色 ― 日本全国 | ■青色 ― 男性 ■赤色 ― 女性                |  |
| 京丹後市（に相当する地域）の人口の推移 \| 1970年（昭和45年） \| 75,187人 \| \| \| 1975年（昭和50年） \| 74,494人 \| \| \| 1980年（昭和55年） \| 72,966人 \| \| \| 1985年（昭和60年） \| 71,548人 \| \| \| 1990年（平成2年） \| 69,085人 \| \| \| 1995年（平成7年） \| 67,208人 \| \| \| 2000年（平成12年） \| 65,578人 \| \| \| 2005年（平成17年） \| 62,723人 \| \| \| 2010年（平成22年） \| 59,038人 \| \| \| 2015年（平成27年） \| 55,054人 \| \| \| 2020年（令和2年） \| 50,860人 \| \| |                                          |  |
| 総務省統計局 国勢調査より |                                          |  |
| 1970年（昭和45年） | 75,187人                                 |  |
| 1975年（昭和50年） | 74,494人                                 |  |
| 1980年（昭和55年） | 72,966人                                 |  |
| 1985年（昭和60年） | 71,548人                                 |  |
| 1990年（平成2年） | 69,085人                                 |  |
| 1995年（平成7年） | 67,208人                                 |  |
| 2000年（平成12年） | 65,578人                                 |  |
| 2005年（平成17年） | 62,723人                                 |  |
| 2010年（平成22年） | 59,038人                                 |  |
| 2015年（平成27年） | 55,054人                                 |  |
| 2020年（令和2年） | 50,860人                                 |  |

### 隣接自治体
京都府
- 宮津市
- 与謝郡：伊根町、与謝野町

兵庫県
- 豊岡市

## 歴史

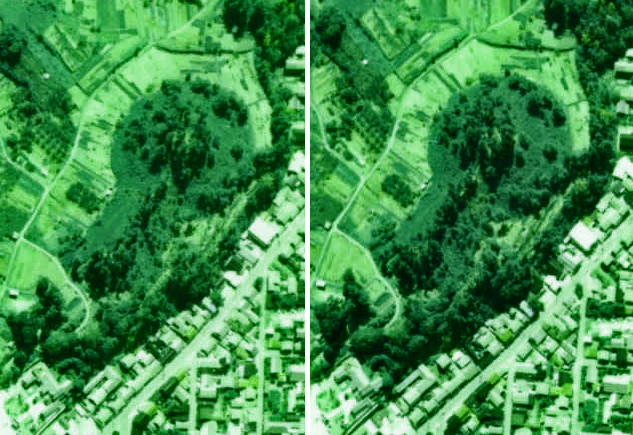
網野銚子山古墳のステレオ空中写真（1975年）。。

### 古代
弥生時代
日本海に面する市域一帯には、峰山町に扇谷遺跡、途中ケ丘遺跡、弥栄町に奈具遺跡など弥生時代の大遺跡があり、日本海側における文化の一大中心地であったと見られる。
古墳時代
古墳時代の4世紀中頃には、網野町に日本海側最大の前方後円墳である網野銚子山古墳（全長198メートル）、丹後町に神明山古墳（全長190メートル）が築かれた。当時は独自の王国（丹後王国）があったとの説もある。
律令制
峰山町丹波は8世紀始めには丹波国丹波郡丹波里といわれたところで、丹波国の中心地であったと見られる。その後、713年に分置された丹後国となった。
主要な延喜式内社としては多久神社（峰山町丹波）、大宮売神社（大宮町周枳）、竹野神社（丹後町宮）、奈具神社（弥栄町舟木）、網野神社（網野町網野）などが鎮座する。

### 近世
安土桃山時代
関ヶ原の戦いの功績により丹後全域が京極高知の領国（丹後藩）となった。
江戸時代
高知の三子により3藩に別れ（丹後三分割）、峰山には京極高通により峰山藩が置かれる。宮津藩京極家は改易、舞鶴藩京極家は但馬へ転封となる中、峰山藩京極家は丹後の所領を幕末まで守り通し、京極高知の丹後藩の伝統を伝える存在として知られた。また峰山藩京極家からは幾人もの若年寄が出て、江戸幕府の中枢で活躍した。
現在の久美浜町には久美浜代官所が置かれ、山陰地方の天領を統轄した。のち、幕末から明治の一時期には久美浜県が設置され、県庁が同代官所跡に置かれたこともある。

### 近代
昭和時代
- 1927年（昭和2年）3月7日 - 北丹後地震が起こり、峰山町では人口の1/4が亡くなるなど、甚大な被害を出した。

### 現代
平成時代
- 2004年（平成16年）4月1日 - 竹野郡網野町・丹後町・弥栄町、中郡峰山町・大宮町、熊野郡久美浜町が合併して京丹後市が発足。
- 2015年（平成27年）3月2日 - 国によるまち・ひと・しごと創生総合戦略（地方創生）の政策に向けた市の創生総合戦略（人口・産業・観光・教育などの目標）を全国に先駆けて発表した[14][15]。
- 2016年（平成28年）3月26日 - 競艇場外発売場「ボートレースチケットショップ ミニボートピア京丹後」が開業。京都府内では2番目の競艇場外発売場である。

### 行政区画の変遷
- 現在の京丹後市の市域はかつての竹野郡、中郡、熊野郡の全域、与謝郡の一部[注釈 1]にあたる。ここでは、変遷表による記述にとどめておく。詳しくは各郡の記事を参照されたい。

| 所 属 郡 | 明治以前   | 明治以前   | 明治初年 - 明治22年 | 明治22年 4月1日 町村制施行 | 明治22年 - 明治33年            | 明治34年 - 大正15年        | 昭和元年 - 昭和29年            | 昭和30年 - 昭和64年           | 平成元年 - 現在         | 現在     |
| -------- | ---------- | ---------- | ------------------- | -------------------------- | ------------------------------ | -------------------------- | ------------------------------ | ----------------------------- | ----------------------- | -------- |
| 中 郡    | 丹波村     | 丹波村     | 丹波村              | 丹波村                     | 丹波村                         | 丹波村                     | 丹波村                         | 昭和30年1月1日 峰山町         | 平成16年4月1日 京丹後市 | 京丹後市 |
| 中 郡    | 矢田村     | 矢田村     | 矢田村              | 丹波村                     | 丹波村                         | 丹波村                     | 丹波村                         | 昭和30年1月1日 峰山町         | 平成16年4月1日 京丹後市 | 京丹後市 |
| 中 郡    | 橋木村     | 橋木村     | 橋木村              | 丹波村                     | 丹波村                         | 丹波村                     | 丹波村                         | 昭和30年1月1日 峰山町         | 平成16年4月1日 京丹後市 | 京丹後市 |
| 中 郡    | 赤坂村     | 赤坂村     | 赤坂村              | 丹波村                     | 丹波村                         | 丹波村                     | 丹波村                         | 昭和30年1月1日 峰山町         | 平成16年4月1日 京丹後市 | 京丹後市 |
| 中 郡    | 石丸村     | 石丸村     | 石丸村              | 丹波村                     | 丹波村                         | 丹波村                     | 丹波村                         | 昭和30年1月1日 峰山町         | 平成16年4月1日 京丹後市 | 京丹後市 |
| 中 郡    | 杉谷村     | 一部を除く | 杉谷村              | 丹波村                     | 丹波村                         | 大正7年7月1日 峰山町に編入 | 峰山町                         | 昭和30年1月1日 峰山町         | 平成16年4月1日 京丹後市 | 京丹後市 |
| 中 郡    | 杉谷村     | 一部       | 杉谷村              | 峰山町                     | 峰山町                         | 峰山町                     | 峰山町                         | 昭和30年1月1日 峰山町         | 平成16年4月1日 京丹後市 | 京丹後市 |
| 中 郡    | 峰山町     | 峰山町     | 峰山町              | 峰山町                     | 峰山町                         | 峰山町                     | 峰山町                         | 昭和30年1月1日 峰山町         | 平成16年4月1日 京丹後市 | 京丹後市 |
| 中 郡    | 安村       | 一部       | 安村                | 吉原村                     | 吉原村                         | 大正7年7月1日 峰山町に編入 | 峰山町                         | 昭和30年1月1日 峰山町         | 平成16年4月1日 京丹後市 | 京丹後市 |
| 中 郡    | 安村       | 一部を除く | 安村                | 吉原村                     | 吉原村                         | 吉原村                     | 吉原村                         | 昭和30年1月1日 峰山町         | 平成16年4月1日 京丹後市 | 京丹後市 |
| 中 郡    | 西山村     | 西山村     | 西山村              | 吉原村                     | 吉原村                         | 吉原村                     | 吉原村                         | 昭和30年1月1日 峰山町         | 平成16年4月1日 京丹後市 | 京丹後市 |
| 中 郡    | 小西村     | 小西村     | 小西村              | 吉原村                     | 吉原村                         | 吉原村                     | 吉原村                         | 昭和30年1月1日 峰山町         | 平成16年4月1日 京丹後市 | 京丹後市 |
| 中 郡    | 菅村       | 菅村       | 菅村                | 吉原村                     | 吉原村                         | 吉原村                     | 吉原村                         | 昭和30年1月1日 峰山町         | 平成16年4月1日 京丹後市 | 京丹後市 |
| 中 郡    | 新治村     | 新治村     | 新治村              | 吉原村                     | 吉原村                         | 吉原村                     | 吉原村                         | 昭和30年1月1日 峰山町         | 平成16年4月1日 京丹後市 | 京丹後市 |
| 中 郡    | 五箇村     | 五箇村     | 五箇村              | 五箇村                     | 五箇村                         | 五箇村                     | 五箇村                         | 昭和30年1月1日 峰山町         | 平成16年4月1日 京丹後市 | 京丹後市 |
| 中 郡    | 鱒留村     | 鱒留村     | 鱒留村              | 五箇村                     | 五箇村                         | 五箇村                     | 五箇村                         | 昭和30年1月1日 峰山町         | 平成16年4月1日 京丹後市 | 京丹後市 |
| 中 郡    | 二箇村     | 二箇村     | 二箇村              | 五箇村                     | 五箇村                         | 五箇村                     | 五箇村                         | 昭和30年1月1日 峰山町         | 平成16年4月1日 京丹後市 | 京丹後市 |
| 中 郡    | 久次村     | 久次村     | 久次村              | 五箇村                     | 五箇村                         | 五箇村                     | 五箇村                         | 昭和30年1月1日 峰山町         | 平成16年4月1日 京丹後市 | 京丹後市 |
| 中 郡    | 荒山村     | 荒山村     | 荒山村              | 新山村                     | 新山村                         | 新山村                     | 新山村                         | 昭和30年1月1日 峰山町         | 平成16年4月1日 京丹後市 | 京丹後市 |
| 中 郡    | 新町村     | 新町村     | 新町村              | 新山村                     | 新山村                         | 新山村                     | 新山村                         | 昭和30年1月1日 峰山町         | 平成16年4月1日 京丹後市 | 京丹後市 |
| 中 郡    | 内記村     | 内記村     | 内記村              | 新山村                     | 新山村                         | 新山村                     | 新山村                         | 昭和30年1月1日 峰山町         | 平成16年4月1日 京丹後市 | 京丹後市 |
| 中 郡    | 長岡村     | 長岡村     | 長岡村              | 長善村                     | 長善村                         | 長善村                     | 長善村                         | 昭和31年9月30日 峰山町に編入  | 平成16年4月1日 京丹後市 | 京丹後市 |
| 中 郡    | 善王寺村   | 善王寺村   | 善王寺村            | 長善村                     | 長善村                         | 長善村                     | 長善村                         | 昭和31年9月30日 大宮町に編入  | 平成16年4月1日 京丹後市 | 京丹後市 |
| 中 郡    | 五十河村   | 五十河村   | 五十河村            | 五十河村                   | 五十河村                       | 五十河村                   | 五十河村                       | 昭和31年7月1日 大宮町に編入   | 平成16年4月1日 京丹後市 | 京丹後市 |
| 中 郡    | 延利村     | 延利村     | 延利村              | 五十河村                   | 五十河村                       | 五十河村                   | 五十河村                       | 昭和31年7月1日 大宮町に編入   | 平成16年4月1日 京丹後市 | 京丹後市 |
| 中 郡    | 明田村     | 明田村     | 明田村              | 五十河村                   | 五十河村                       | 五十河村                   | 五十河村                       | 昭和31年7月1日 大宮町に編入   | 平成16年4月1日 京丹後市 | 京丹後市 |
| 中 郡    | 久住村     | 久住村     | 久住村              | 五十河村                   | 五十河村                       | 五十河村                   | 五十河村                       | 昭和31年7月1日 大宮町に編入   | 平成16年4月1日 京丹後市 | 京丹後市 |
| 中 郡    | 口大野村   | 口大野村   | 口大野村            | 大野村                     | 明治25年3月5日 口大野村        | 口大野村                   | 昭和26年4月1日 大宮町          | 大宮町                        | 平成16年4月1日 京丹後市 | 京丹後市 |
| 中 郡    | 奥大野村   | 奥大野村   | 奥大野村            | 大野村                     | 明治25年3月5日 奥大野村        | 奥大野村                   | 昭和26年4月1日 大宮町          | 大宮町                        | 平成16年4月1日 京丹後市 | 京丹後市 |
| 中 郡    | 上常吉村   | 上常吉村   | 上常吉村            | 常吉村                     | 常吉村                         | 常吉村                     | 昭和26年4月1日 大宮町          | 大宮町                        | 平成16年4月1日 京丹後市 | 京丹後市 |
| 中 郡    | 下常吉村   | 下常吉村   | 下常吉村            | 常吉村                     | 常吉村                         | 常吉村                     | 昭和26年4月1日 大宮町          | 大宮町                        | 平成16年4月1日 京丹後市 | 京丹後市 |
| 中 郡    | 三重村     | 三重村     | 三重村              | 三重村                     | 三重村                         | 三重村                     | 昭和26年4月1日 大宮町          | 大宮町                        | 平成16年4月1日 京丹後市 | 京丹後市 |
| 中 郡    | 森本村     | 森本村     | 森本村              | 三重村                     | 三重村                         | 三重村                     | 昭和26年4月1日 大宮町          | 大宮町                        | 平成16年4月1日 京丹後市 | 京丹後市 |
| 中 郡    | 三坂村     | 三坂村     | 三坂村              | 三重村                     | 三重村                         | 三重村                     | 昭和26年4月1日 大宮町          | 大宮町                        | 平成16年4月1日 京丹後市 | 京丹後市 |
| 中 郡    | 谷内村     | 谷内村     | 谷内村              | 三重村                     | 三重村                         | 三重村                     | 昭和26年4月1日 大宮町          | 大宮町                        | 平成16年4月1日 京丹後市 | 京丹後市 |
| 中 郡    | 周枳村     | 周枳村     | 周枳村              | 周枳村                     | 周枳村                         | 周枳村                     | 昭和26年4月1日 大宮町          | 大宮町                        | 平成16年4月1日 京丹後市 | 京丹後市 |
| 中 郡    | 河辺村     | 河辺村     | 河辺村              | 河辺村                     | 河辺村                         | 河辺村                     | 昭和26年4月1日 大宮町          | 大宮町                        | 平成16年4月1日 京丹後市 | 京丹後市 |
| 竹 野 郡 | 網野村     | 網野村     | 網野村              | 網野村                     | 明治33年5月1日 町制 網野町     | 明治37年1月1日 網野町      | 昭和25年4月1日 網野町          | 網野町                        | 平成16年4月1日 京丹後市 | 京丹後市 |
| 竹 野 郡 | 浅茂川村   | 浅茂川村   | 浅茂川村            | 浅茂川村                   | 浅茂川村                       | 明治37年1月1日 網野町      | 昭和25年4月1日 網野町          | 網野町                        | 平成16年4月1日 京丹後市 | 京丹後市 |
| 竹 野 郡 | 下岡村     | 下岡村     | 下岡村              | 浅茂川村                   | 浅茂川村                       | 明治37年1月1日 網野町      | 昭和25年4月1日 網野町          | 網野町                        | 平成16年4月1日 京丹後市 | 京丹後市 |
| 竹 野 郡 | 小浜村     | 小浜村     | 小浜村              | 浅茂川村                   | 浅茂川村                       | 明治37年1月1日 網野町      | 昭和25年4月1日 網野町          | 網野町                        | 平成16年4月1日 京丹後市 | 京丹後市 |
| 竹 野 郡 | 浜詰村     | 浜詰村     | 明治21年 浜詰村     | 浜詰村                     | 浜詰村                         | 浜詰村                     | 昭和25年4月1日 網野町          | 網野町                        | 平成16年4月1日 京丹後市 | 京丹後市 |
| 竹 野 郡 | 磯村       |            | 明治21年 浜詰村     | 浜詰村                     | 浜詰村                         | 浜詰村                     | 昭和25年4月1日 網野町          | 網野町                        | 平成16年4月1日 京丹後市 | 京丹後市 |
| 竹 野 郡 | 塩江村     |            | 明治21年 浜詰村     | 浜詰村                     | 浜詰村                         | 浜詰村                     | 昭和25年4月1日 網野町          | 網野町                        | 平成16年4月1日 京丹後市 | 京丹後市 |
| 竹 野 郡 | 上野村     | 上野村     | 明治14年 木津村     | 木津村                     | 木津村                         | 木津村                     | 昭和25年4月1日 網野町          | 網野町                        | 平成16年4月1日 京丹後市 | 京丹後市 |
| 竹 野 郡 | 岡田村     |            | 明治14年 木津村     | 木津村                     | 木津村                         | 木津村                     | 昭和25年4月1日 網野町          | 網野町                        | 平成16年4月1日 京丹後市 | 京丹後市 |
| 竹 野 郡 | 中館村     |            | 明治14年 木津村     | 木津村                     | 木津村                         | 木津村                     | 昭和25年4月1日 網野町          | 網野町                        | 平成16年4月1日 京丹後市 | 京丹後市 |
| 竹 野 郡 | 和田上野村 |            | 明治14年 木津村     | 木津村                     | 木津村                         | 木津村                     | 昭和25年4月1日 網野町          | 網野町                        | 平成16年4月1日 京丹後市 | 京丹後市 |
| 竹 野 郡 | 俵野村     | 俵野村     | 俵野村              | 木津村                     | 木津村                         | 木津村                     | 昭和25年4月1日 網野町          | 網野町                        | 平成16年4月1日 京丹後市 | 京丹後市 |
| 竹 野 郡 | 日和田村   | 日和田村   | 日和田村            | 木津村                     | 木津村                         | 木津村                     | 昭和25年4月1日 網野町          | 網野町                        | 平成16年4月1日 京丹後市 | 京丹後市 |
| 竹 野 郡 | 溝野村     | 溝野村     | 溝野村              | 木津村                     | 木津村                         | 木津村                     | 昭和25年4月1日 網野町          | 網野町                        | 平成16年4月1日 京丹後市 | 京丹後市 |
| 竹 野 郡 | 切畑村     | 切畑村     | 切畑村              | 郷村                       | 郷村                           | 郷村                       | 昭和25年4月1日 網野町          | 網野町                        | 平成16年4月1日 京丹後市 | 京丹後市 |
| 竹 野 郡 | 郷村       | 郷村       | 郷村                | 郷村                       | 郷村                           | 郷村                       | 昭和25年4月1日 網野町          | 網野町                        | 平成16年4月1日 京丹後市 | 京丹後市 |
| 竹 野 郡 | 生野内村   | 生野内村   | 生野内村            | 郷村                       | 郷村                           | 郷村                       | 昭和25年4月1日 網野町          | 網野町                        | 平成16年4月1日 京丹後市 | 京丹後市 |
| 竹 野 郡 | 公庄村     | 公庄村     | 公庄村              | 郷村                       | 郷村                           | 郷村                       | 昭和25年4月1日 網野町          | 網野町                        | 平成16年4月1日 京丹後市 | 京丹後市 |
| 竹 野 郡 | 高橋村     | 高橋村     | 高橋村              | 郷村                       | 郷村                           | 郷村                       | 昭和25年4月1日 網野町          | 網野町                        | 平成16年4月1日 京丹後市 | 京丹後市 |
| 竹 野 郡 | 新庄村     | 新庄村     | 新庄村              | 郷村                       | 郷村                           | 郷村                       | 昭和25年4月1日 網野町          | 網野町                        | 平成16年4月1日 京丹後市 | 京丹後市 |
| 竹 野 郡 | 島溝川村   | 島溝川村   | 島溝川村            | 島津村                     | 島津村                         | 島津村                     | 昭和25年4月1日 網野町          | 網野町                        | 平成16年4月1日 京丹後市 | 京丹後市 |
| 竹 野 郡 | 仲禅寺村   | 仲禅寺村   | 仲禅寺村            | 島津村                     | 島津村                         | 島津村                     | 昭和25年4月1日 網野町          | 網野町                        | 平成16年4月1日 京丹後市 | 京丹後市 |
| 竹 野 郡 | 三津村     | 三津村     | 三津村              | 島津村                     | 島津村                         | 島津村                     | 昭和25年4月1日 網野町          | 網野町                        | 平成16年4月1日 京丹後市 | 京丹後市 |
| 竹 野 郡 | 掛津村     | 掛津村     | 掛津村              | 島津村                     | 島津村                         | 島津村                     | 昭和25年4月1日 網野町          | 網野町                        | 平成16年4月1日 京丹後市 | 京丹後市 |
| 竹 野 郡 | 尾坂村     | 尾坂村     | 尾坂村              | 島津村                     | 島津村                         | 島津村                     | 昭和25年4月1日 網野町          | 網野町                        | 平成16年4月1日 京丹後市 | 京丹後市 |
| 竹 野 郡 | 溝谷村     | 溝谷村     | 明治9年 溝谷村      | 溝谷村                     | 溝谷村                         | 溝谷村                     | 昭和8年2月1日 弥栄村           | 昭和30年3月1日 弥栄町         | 平成16年4月1日 京丹後市 | 京丹後市 |
| 竹 野 郡 | 外村       |            | 明治9年 溝谷村      | 溝谷村                     | 溝谷村                         | 溝谷村                     | 昭和8年2月1日 弥栄村           | 昭和30年3月1日 弥栄町         | 平成16年4月1日 京丹後市 | 京丹後市 |
| 竹 野 郡 | 等楽寺村   | 等楽寺村   | 等楽寺村            | 溝谷村                     | 溝谷村                         | 溝谷村                     | 昭和8年2月1日 弥栄村           | 昭和30年3月1日 弥栄町         | 平成16年4月1日 京丹後市 | 京丹後市 |
| 竹 野 郡 | 吉沢村     | 吉沢村     | 吉沢村              | 吉野村                     | 吉野村                         | 吉野村                     | 昭和8年2月1日 弥栄村           | 昭和30年3月1日 弥栄町         | 平成16年4月1日 京丹後市 | 京丹後市 |
| 竹 野 郡 | 芋野村     | 芋野村     | 芋野村              | 吉野村                     | 吉野村                         | 吉野村                     | 昭和8年2月1日 弥栄村           | 昭和30年3月1日 弥栄町         | 平成16年4月1日 京丹後市 | 京丹後市 |
| 竹 野 郡 | 堤村       | 堤村       | 堤村                | 吉野村                     | 吉野村                         | 吉野村                     | 昭和8年2月1日 弥栄村           | 昭和30年3月1日 弥栄町         | 平成16年4月1日 京丹後市 | 京丹後市 |
| 竹 野 郡 | 鳥取村     | 鳥取村     | 鳥取村              | 鳥取村                     | 鳥取村                         | 鳥取村                     | 昭和8年2月1日 弥栄村           | 昭和30年3月1日 弥栄町         | 平成16年4月1日 京丹後市 | 京丹後市 |
| 竹 野 郡 | 和田野村   | 和田野村   | 和田野村            | 鳥取村                     | 鳥取村                         | 鳥取村                     | 昭和8年2月1日 弥栄村           | 昭和30年3月1日 弥栄町         | 平成16年4月1日 京丹後市 | 京丹後市 |
| 竹 野 郡 | 木橋村     | 木橋村     | 木橋村              | 鳥取村                     | 鳥取村                         | 鳥取村                     | 昭和8年2月1日 弥栄村           | 昭和30年3月1日 弥栄町         | 平成16年4月1日 京丹後市 | 京丹後市 |
| 竹 野 郡 | 黒部村     | 黒部村     | 黒部村              | 深田村                     | 深田村                         | 深田村                     | 昭和8年2月1日 弥栄村           | 昭和30年3月1日 弥栄町         | 平成16年4月1日 京丹後市 | 京丹後市 |
| 竹 野 郡 | 船木村     | 船木村     | 船木村              | 深田村                     | 深田村                         | 深田村                     | 昭和8年2月1日 弥栄村           | 昭和30年3月1日 弥栄町         | 平成16年4月1日 京丹後市 | 京丹後市 |
| 竹 野 郡 | 国久村     | 国久村     | 国久村              | 深田村                     | 深田村                         | 深田村                     | 昭和8年2月1日 弥栄村           | 昭和30年3月1日 弥栄町         | 平成16年4月1日 京丹後市 | 京丹後市 |
| 竹 野 郡 | 井辺村     | 井辺村     | 井辺村              | 深田村                     | 深田村                         | 深田村                     | 昭和8年2月1日 弥栄村           | 昭和30年3月1日 弥栄町         | 平成16年4月1日 京丹後市 | 京丹後市 |
| 竹 野 郡 | 小田村     | 小田村     | 小田村              | 深田村                     | 深田村                         | 深田村                     | 昭和8年2月1日 弥栄村           | 昭和30年3月1日 弥栄町         | 平成16年4月1日 京丹後市 | 京丹後市 |
| 与 謝 郡 | 須川村     | 須川村     | 須川村              | 野間村                     | 野間村                         | 野間村                     | 昭和23年4月1日 所属変更 竹野郡 | 昭和30年3月1日 弥栄町         | 平成16年4月1日 京丹後市 | 京丹後市 |
| 与 謝 郡 | 野中村     | 一部を除く | 野中村              | 野間村                     | 野間村                         | 野間村                     | 昭和23年4月1日 所属変更 竹野郡 | 昭和30年3月1日 弥栄町         | 平成16年4月1日 京丹後市 | 京丹後市 |
| 与 謝 郡 | 野中村     | 一部       | 野中村              | 野間村                     | 明治32年7月28日 八木村に編入   | 大正14年12月1日 豊栄村     | 豊栄村                         | 昭和30年2月1日 丹後町         | 平成16年4月1日 京丹後市 | 京丹後市 |
| 竹 野 郡 | 吉永村     | 吉永村     | 明治9年 吉永村      | 八木村                     | 八木村                         | 大正14年12月1日 豊栄村     | 豊栄村                         | 昭和30年2月1日 丹後町         | 平成16年4月1日 京丹後市 | 京丹後市 |
| 竹 野 郡 | 西谷村     |            | 明治9年 吉永村      | 八木村                     | 八木村                         | 大正14年12月1日 豊栄村     | 豊栄村                         | 昭和30年2月1日 丹後町         | 平成16年4月1日 京丹後市 | 京丹後市 |
| 竹 野 郡 | 内垣村     |            | 明治9年 吉永村      | 八木村                     | 八木村                         | 大正14年12月1日 豊栄村     | 豊栄村                         | 昭和30年2月1日 丹後町         | 平成16年4月1日 京丹後市 | 京丹後市 |
| 竹 野 郡 | 一段村     | 一段村     | 一段村              | 八木村                     | 八木村                         | 大正14年12月1日 豊栄村     | 豊栄村                         | 昭和30年2月1日 丹後町         | 平成16年4月1日 京丹後市 | 京丹後市 |
| 竹 野 郡 | 力石村     | 力石村     | 力石村              | 八木村                     | 八木村                         | 大正14年12月1日 豊栄村     | 豊栄村                         | 昭和30年2月1日 丹後町         | 平成16年4月1日 京丹後市 | 京丹後市 |
| 竹 野 郡 | 神主村     | 神主村     | 神主村              | 八木村                     | 八木村                         | 大正14年12月1日 豊栄村     | 豊栄村                         | 昭和30年2月1日 丹後町         | 平成16年4月1日 京丹後市 | 京丹後市 |
| 竹 野 郡 | 相川谷村   | 相川谷村   | 相川谷村            | 八木村                     | 八木村                         | 大正14年12月1日 豊栄村     | 豊栄村                         | 昭和30年2月1日 丹後町         | 平成16年4月1日 京丹後市 | 京丹後市 |
| 竹 野 郡 | 岩木村     | 岩木村     | 岩木村              | 八木村                     | 八木村                         | 大正14年12月1日 豊栄村     | 豊栄村                         | 昭和30年2月1日 丹後町         | 平成16年4月1日 京丹後市 | 京丹後市 |
| 竹 野 郡 | 矢畑村     | 矢畑村     | 矢畑村              | 八木村                     | 八木村                         | 大正14年12月1日 豊栄村     | 豊栄村                         | 昭和30年2月1日 丹後町         | 平成16年4月1日 京丹後市 | 京丹後市 |
| 竹 野 郡 | 是安村     | 是安村     | 是安村              | 八木村                     | 八木村                         | 大正14年12月1日 豊栄村     | 豊栄村                         | 昭和30年2月1日 丹後町         | 平成16年4月1日 京丹後市 | 京丹後市 |
| 竹 野 郡 | 徳光村     | 徳光村     | 徳光村              | 徳光村                     | 徳光村                         | 大正14年12月1日 豊栄村     | 豊栄村                         | 昭和30年2月1日 丹後町         | 平成16年4月1日 京丹後市 | 京丹後市 |
| 竹 野 郡 | 三宅村     | 三宅村     | 三宅村              | 徳光村                     | 徳光村                         | 大正14年12月1日 豊栄村     | 豊栄村                         | 昭和30年2月1日 丹後町         | 平成16年4月1日 京丹後市 | 京丹後市 |
| 竹 野 郡 | 成願寺村   | 成願寺村   | 成願寺村            | 徳光村                     | 徳光村                         | 大正14年12月1日 豊栄村     | 豊栄村                         | 昭和30年2月1日 丹後町         | 平成16年4月1日 京丹後市 | 京丹後市 |
| 竹 野 郡 | 大山村     | 大山村     | 大山村              | 徳光村                     | 徳光村                         | 大正14年12月1日 豊栄村     | 豊栄村                         | 昭和30年2月1日 丹後町         | 平成16年4月1日 京丹後市 | 京丹後市 |
| 竹 野 郡 | 間人村     | 間人村     | 間人村              | 間人村                     | 間人村                         | 大正10年1月1日 町制 間人町 | 間人町                         | 昭和30年2月1日 丹後町         | 平成16年4月1日 京丹後市 | 京丹後市 |
| 竹 野 郡 | 竹野村     | 竹野村     | 竹野村              | 竹野村                     | 竹野村                         | 竹野村                     | 竹野村                         | 昭和30年2月1日 丹後町         | 平成16年4月1日 京丹後市 | 京丹後市 |
| 竹 野 郡 | 筆石村     | 筆石村     | 筆石村              | 竹野村                     | 竹野村                         | 竹野村                     | 竹野村                         | 昭和30年2月1日 丹後町         | 平成16年4月1日 京丹後市 | 京丹後市 |
| 竹 野 郡 | 此代村     | 此代村     | 此代村              | 竹野村                     | 竹野村                         | 竹野村                     | 竹野村                         | 昭和30年2月1日 丹後町         | 平成16年4月1日 京丹後市 | 京丹後市 |
| 竹 野 郡 | 宮村       | 宮村       | 明治9年 宮村        | 竹野村                     | 竹野村                         | 竹野村                     | 竹野村                         | 昭和30年2月1日 丹後町         | 平成16年4月1日 京丹後市 | 京丹後市 |
| 竹 野 郡 | 願興寺村   |            | 明治9年 宮村        | 竹野村                     | 竹野村                         | 竹野村                     | 竹野村                         | 昭和30年2月1日 丹後町         | 平成16年4月1日 京丹後市 | 京丹後市 |
| 竹 野 郡 | 平村       | 平村       | 明治20年 平村       | 上宇川村                   | 上宇川村                       | 上宇川村                   | 上宇川村                       | 昭和30年2月1日 丹後町         | 平成16年4月1日 京丹後市 | 京丹後市 |
| 竹 野 郡 | 井上村     |            | 明治20年 平村       | 上宇川村                   | 上宇川村                       | 上宇川村                   | 上宇川村                       | 昭和30年2月1日 丹後町         | 平成16年4月1日 京丹後市 | 京丹後市 |
| 竹 野 郡 | 中野村     | 中野村     | 中野村              | 上宇川村                   | 上宇川村                       | 上宇川村                   | 上宇川村                       | 昭和30年2月1日 丹後町         | 平成16年4月1日 京丹後市 | 京丹後市 |
| 竹 野 郡 | 遠下村     | 遠下村     | 遠下村              | 上宇川村                   | 上宇川村                       | 上宇川村                   | 上宇川村                       | 昭和30年2月1日 丹後町         | 平成16年4月1日 京丹後市 | 京丹後市 |
| 竹 野 郡 | 鞍内村     | 鞍内村     | 鞍内村              | 上宇川村                   | 上宇川村                       | 上宇川村                   | 上宇川村                       | 昭和30年2月1日 丹後町         | 平成16年4月1日 京丹後市 | 京丹後市 |
| 竹 野 郡 | 井谷村     | 井谷村     | 井谷村              | 上宇川村                   | 上宇川村                       | 上宇川村                   | 上宇川村                       | 昭和30年2月1日 丹後町         | 平成16年4月1日 京丹後市 | 京丹後市 |
| 竹 野 郡 | 三山村     | 三山村     | 三山村              | 上宇川村                   | 上宇川村                       | 上宇川村                   | 上宇川村                       | 昭和30年2月1日 丹後町         | 平成16年4月1日 京丹後市 | 京丹後市 |
| 竹 野 郡 | 竹久僧村   | 竹久僧村   | 竹久僧村            | 上宇川村                   | 上宇川村                       | 上宇川村                   | 上宇川村                       | 昭和30年2月1日 丹後町         | 平成16年4月1日 京丹後市 | 京丹後市 |
| 竹 野 郡 | 小脇村     | 小脇村     | 小脇村              | 上宇川村                   | 上宇川村                       | 上宇川村                   | 上宇川村                       | 昭和30年2月1日 丹後町         | 平成16年4月1日 京丹後市 | 京丹後市 |
| 竹 野 郡 | 畑村       | 畑村       | 畑村                | 上宇川村                   | 上宇川村                       | 上宇川村                   | 上宇川村                       | 昭和30年2月1日 丹後町         | 平成16年4月1日 京丹後市 | 京丹後市 |
| 竹 野 郡 | 上野村     | 上野村     | 明治9年 上野村      | 下宇川村                   | 下宇川村                       | 下宇川村                   | 下宇川村                       | 昭和30年2月1日 丹後町         | 平成16年4月1日 京丹後市 | 京丹後市 |
| 竹 野 郡 | 車野村     |            | 明治9年 上野村      | 下宇川村                   | 下宇川村                       | 下宇川村                   | 下宇川村                       | 昭和30年2月1日 丹後町         | 平成16年4月1日 京丹後市 | 京丹後市 |
| 竹 野 郡 | 中浜村     | 中浜村     | 中浜村              | 下宇川村                   | 下宇川村                       | 下宇川村                   | 下宇川村                       | 昭和30年2月1日 丹後町         | 平成16年4月1日 京丹後市 | 京丹後市 |
| 竹 野 郡 | 久僧村     | 久僧村     | 久僧村              | 下宇川村                   | 下宇川村                       | 下宇川村                   | 下宇川村                       | 昭和30年2月1日 丹後町         | 平成16年4月1日 京丹後市 | 京丹後市 |
| 竹 野 郡 | 谷内村     | 谷内村     | 谷内村              | 下宇川村                   | 下宇川村                       | 下宇川村                   | 下宇川村                       | 昭和30年2月1日 丹後町         | 平成16年4月1日 京丹後市 | 京丹後市 |
| 竹 野 郡 | 尾和村     | 尾和村     | 尾和村              | 下宇川村                   | 下宇川村                       | 下宇川村                   | 下宇川村                       | 昭和30年2月1日 丹後町         | 平成16年4月1日 京丹後市 | 京丹後市 |
| 竹 野 郡 | 上山村     | 上山村     | 上山村              | 下宇川村                   | 下宇川村                       | 下宇川村                   | 下宇川村                       | 昭和30年2月1日 丹後町         | 平成16年4月1日 京丹後市 | 京丹後市 |
| 竹 野 郡 | 袖志村     | 袖志村     | 袖志村              | 下宇川村                   | 下宇川村                       | 下宇川村                   | 下宇川村                       | 昭和30年2月1日 丹後町         | 平成16年4月1日 京丹後市 | 京丹後市 |
| 熊 野 郡 | 久美浜村   | 久美浜村   | 久美浜村            | 久美浜村                   | 明治27年11月24日 町制 久美浜町 | 久美浜町                   | 久美浜町                       | 昭和30年1月1日 久美浜町       | 平成16年4月1日 京丹後市 | 京丹後市 |
| 熊 野 郡 | 神谷村     | 神谷村     | 神谷村              | 久美谷村                   | 久美谷村                       | 久美谷村                   | 昭和26年4月1日 久美浜町に編入  | 昭和30年1月1日 久美浜町       | 平成16年4月1日 京丹後市 | 京丹後市 |
| 熊 野 郡 | 河梨村     | 河梨村     | 河梨村              | 久美谷村                   | 久美谷村                       | 久美谷村                   | 昭和26年4月1日 久美浜町に編入  | 昭和30年1月1日 久美浜町       | 平成16年4月1日 京丹後市 | 京丹後市 |
| 熊 野 郡 | 口馬地村   | 口馬地村   | 口馬地村            | 久美谷村                   | 久美谷村                       | 久美谷村                   | 昭和26年4月1日 久美浜町に編入  | 昭和30年1月1日 久美浜町       | 平成16年4月1日 京丹後市 | 京丹後市 |
| 熊 野 郡 | 奥馬地村   | 奥馬地村   | 奥馬地村            | 久美谷村                   | 久美谷村                       | 久美谷村                   | 昭和26年4月1日 久美浜町に編入  | 昭和30年1月1日 久美浜町       | 平成16年4月1日 京丹後市 | 京丹後市 |
| 熊 野 郡 | 三谷村     | 三谷村     | 三谷村              | 久美谷村                   | 久美谷村                       | 久美谷村                   | 昭和26年4月1日 久美浜町に編入  | 昭和30年1月1日 久美浜町       | 平成16年4月1日 京丹後市 | 京丹後市 |
| 熊 野 郡 | 栃谷村     | 栃谷村     | 栃谷村              | 久美谷村                   | 久美谷村                       | 久美谷村                   | 昭和26年4月1日 久美浜町に編入  | 昭和30年1月1日 久美浜町       | 平成16年4月1日 京丹後市 | 京丹後市 |
| 熊 野 郡 | 市野々村   | 市野々村   | 市野々村            | 川上村                     | 川上村                         | 川上村                     | 川上村                         | 昭和30年1月1日 久美浜町       | 平成16年4月1日 京丹後市 | 京丹後市 |
| 熊 野 郡 | 布袋野村   | 布袋野村   | 布袋野村            | 川上村                     | 川上村                         | 川上村                     | 川上村                         | 昭和30年1月1日 久美浜町       | 平成16年4月1日 京丹後市 | 京丹後市 |
| 熊 野 郡 | 畑村       | 畑村       | 畑村                | 川上村                     | 川上村                         | 川上村                     | 川上村                         | 昭和30年1月1日 久美浜町       | 平成16年4月1日 京丹後市 | 京丹後市 |
| 熊 野 郡 | 金谷村     | 金谷村     | 金谷村              | 川上村                     | 川上村                         | 川上村                     | 川上村                         | 昭和30年1月1日 久美浜町       | 平成16年4月1日 京丹後市 | 京丹後市 |
| 熊 野 郡 | 市場村     | 市場村     | 市場村              | 川上村                     | 川上村                         | 川上村                     | 川上村                         | 昭和30年1月1日 久美浜町       | 平成16年4月1日 京丹後市 | 京丹後市 |
| 熊 野 郡 | 出角村     | 出角村     | 出角村              | 川上村                     | 川上村                         | 川上村                     | 川上村                         | 昭和30年1月1日 久美浜町       | 平成16年4月1日 京丹後市 | 京丹後市 |
| 熊 野 郡 | 須田村     | 須田村     | 須田村              | 川上村                     | 川上村                         | 川上村                     | 川上村                         | 昭和30年1月1日 久美浜町       | 平成16年4月1日 京丹後市 | 京丹後市 |
| 熊 野 郡 | 新庄村     | 新庄村     | 新庄村              | 川上村                     | 川上村                         | 川上村                     | 川上村                         | 昭和30年1月1日 久美浜町       | 平成16年4月1日 京丹後市 | 京丹後市 |
| 熊 野 郡 | 橋爪村     | 橋爪村     | 橋爪村              | 海部村                     | 海部村                         | 海部村                     | 海部村                         | 昭和30年1月1日 久美浜町       | 平成16年4月1日 京丹後市 | 京丹後市 |
| 熊 野 郡 | 海士村     | 海士村     | 海士村              | 海部村                     | 海部村                         | 海部村                     | 海部村                         | 昭和30年1月1日 久美浜町       | 平成16年4月1日 京丹後市 | 京丹後市 |
| 熊 野 郡 | 油池村     | 油池村     | 油池村              | 海部村                     | 海部村                         | 海部村                     | 海部村                         | 昭和30年1月1日 久美浜町       | 平成16年4月1日 京丹後市 | 京丹後市 |
| 熊 野 郡 | 坂井村     | 坂井村     | 坂井村              | 海部村                     | 海部村                         | 海部村                     | 海部村                         | 昭和30年1月1日 久美浜町       | 平成16年4月1日 京丹後市 | 京丹後市 |
| 熊 野 郡 | 友重村     | 友重村     | 友重村              | 海部村                     | 海部村                         | 海部村                     | 海部村                         | 昭和30年1月1日 久美浜町       | 平成16年4月1日 京丹後市 | 京丹後市 |
| 熊 野 郡 | 品田村     | 品田村     | 品田村              | 海部村                     | 海部村                         | 海部村                     | 海部村                         | 昭和30年1月1日 久美浜町       | 平成16年4月1日 京丹後市 | 京丹後市 |
| 熊 野 郡 | 新谷村     | 新谷村     | 新谷村              | 海部村                     | 海部村                         | 海部村                     | 海部村                         | 昭和30年1月1日 久美浜町       | 平成16年4月1日 京丹後市 | 京丹後市 |
| 熊 野 郡 | 芦原村     | 芦原村     | 芦原村              | 海部村                     | 海部村                         | 海部村                     | 海部村                         | 昭和30年1月1日 久美浜町       | 平成16年4月1日 京丹後市 | 京丹後市 |
| 熊 野 郡 | 島村       | 島村       | 島村                | 海部村                     | 海部村                         | 海部村                     | 海部村                         | 昭和30年1月1日 久美浜町       | 平成16年4月1日 京丹後市 | 京丹後市 |
| 熊 野 郡 | 谷村       | 谷村       | 谷村                | 海部村                     | 海部村                         | 海部村                     | 海部村                         | 昭和30年1月1日 久美浜町       | 平成16年4月1日 京丹後市 | 京丹後市 |
| 熊 野 郡 | 壱分村     | 壱分村     | 壱分村              | 田村                       | 田村                           | 田村                       | 田村                           | 昭和30年1月1日 久美浜町       | 平成16年4月1日 京丹後市 | 京丹後市 |
| 熊 野 郡 | 大井村     | 大井村     | 大井村              | 田村                       | 田村                           | 田村                       | 田村                           | 昭和30年1月1日 久美浜町       | 平成16年4月1日 京丹後市 | 京丹後市 |
| 熊 野 郡 | 三原村     | 三原村     | 三原村              | 田村                       | 田村                           | 田村                       | 田村                           | 昭和30年1月1日 久美浜町       | 平成16年4月1日 京丹後市 | 京丹後市 |
| 熊 野 郡 | 関村       | 関村       | 関村                | 田村                       | 田村                           | 田村                       | 田村                           | 昭和30年1月1日 久美浜町       | 平成16年4月1日 京丹後市 | 京丹後市 |
| 熊 野 郡 | 三分村     | 三分村     | 三分村              | 田村                       | 田村                           | 田村                       | 田村                           | 昭和30年1月1日 久美浜町       | 平成16年4月1日 京丹後市 | 京丹後市 |
| 熊 野 郡 | 平田村     | 平田村     | 平田村              | 田村                       | 田村                           | 田村                       | 田村                           | 昭和30年1月1日 久美浜町       | 平成16年4月1日 京丹後市 | 京丹後市 |
| 熊 野 郡 | 甲山村     | 甲山村     | 甲山村              | 神野村                     | 神野村                         | 神野村                     | 神野村                         | 昭和30年1月1日 久美浜町       | 平成16年4月1日 京丹後市 | 京丹後市 |
| 熊 野 郡 | 神崎村     | 神崎村     | 神崎村              | 神野村                     | 神野村                         | 神野村                     | 神野村                         | 昭和30年1月1日 久美浜町       | 平成16年4月1日 京丹後市 | 京丹後市 |
| 熊 野 郡 | 浦明村     | 浦明村     | 浦明村              | 神野村                     | 神野村                         | 神野村                     | 神野村                         | 昭和30年1月1日 久美浜町       | 平成16年4月1日 京丹後市 | 京丹後市 |
| 熊 野 郡 | 鹿野村     | 鹿野村     | 鹿野村              | 神野村                     | 神野村                         | 神野村                     | 神野村                         | 昭和30年1月1日 久美浜町       | 平成16年4月1日 京丹後市 | 京丹後市 |
| 熊 野 郡 | 葛野村     | 葛野村     | 葛野村              | 湊村                       | 湊村                           | 湊村                       | 湊村                           | 昭和30年1月1日 久美浜町       | 平成16年4月1日 京丹後市 | 京丹後市 |
| 熊 野 郡 | 湊宮村     | 湊宮村     | 湊宮村              | 湊村                       | 湊村                           | 湊村                       | 湊村                           | 昭和30年1月1日 久美浜町       | 平成16年4月1日 京丹後市 | 京丹後市 |
| 熊 野 郡 | 大向村     | 大向村     | 大向村              | 湊村                       | 湊村                           | 湊村                       | 湊村                           | 昭和30年1月1日 久美浜町       | 平成16年4月1日 京丹後市 | 京丹後市 |
| 熊 野 郡 | 蒲井村     | 蒲井村     | 蒲井村              | 湊村                       | 湊村                           | 湊村                       | 湊村                           | 昭和30年1月1日 久美浜町       | 平成16年4月1日 京丹後市 | 京丹後市 |
| 熊 野 郡 | 尉ヶ畑村   | 尉ヶ畑村   | 尉ヶ畑村            | 上佐濃村                   | 上佐濃村                       | 上佐濃村                   | 昭和26年1月1日 佐濃村          | 昭和33年5月3日 久美浜町に編入 | 平成16年4月1日 京丹後市 | 京丹後市 |
| 熊 野 郡 | 二俣村     | 二俣村     | 二俣村              | 上佐濃村                   | 上佐濃村                       | 上佐濃村                   | 昭和26年1月1日 佐濃村          | 昭和33年5月3日 久美浜町に編入 | 平成16年4月1日 京丹後市 | 京丹後市 |
| 熊 野 郡 | 小桑村     | 小桑村     | 小桑村              | 上佐濃村                   | 上佐濃村                       | 上佐濃村                   | 昭和26年1月1日 佐濃村          | 昭和33年5月3日 久美浜町に編入 | 平成16年4月1日 京丹後市 | 京丹後市 |
| 熊 野 郡 | 佐野村     | 佐野村     | 佐野村              | 上佐濃村                   | 上佐濃村                       | 上佐濃村                   | 昭和26年1月1日 佐濃村          | 昭和33年5月3日 久美浜町に編入 | 平成16年4月1日 京丹後市 | 京丹後市 |
| 熊 野 郡 | 安養寺村   | 安養寺村   | 安養寺村            | 上佐濃村                   | 上佐濃村                       | 上佐濃村                   | 昭和26年1月1日 佐濃村          | 昭和33年5月3日 久美浜町に編入 | 平成16年4月1日 京丹後市 | 京丹後市 |
| 熊 野 郡 | 野中村     | 野中村     | 野中村              | 上佐濃村                   | 上佐濃村                       | 上佐濃村                   | 昭和26年1月1日 佐濃村          | 昭和33年5月3日 久美浜町に編入 | 平成16年4月1日 京丹後市 | 京丹後市 |
| 熊 野 郡 | 円頓寺村   | 円頓寺村   | 円頓寺村            | 下佐濃村                   | 下佐濃村                       | 下佐濃村                   | 昭和26年1月1日 佐濃村          | 昭和33年5月3日 久美浜町に編入 | 平成16年4月1日 京丹後市 | 京丹後市 |
| 熊 野 郡 | 長野村     | 長野村     | 長野村              | 下佐濃村                   | 下佐濃村                       | 下佐濃村                   | 昭和26年1月1日 佐濃村          | 昭和33年5月3日 久美浜町に編入 | 平成16年4月1日 京丹後市 | 京丹後市 |
| 熊 野 郡 | 坂谷村     | 坂谷村     | 坂谷村              | 下佐濃村                   | 下佐濃村                       | 下佐濃村                   | 昭和26年1月1日 佐濃村          | 昭和33年5月3日 久美浜町に編入 | 平成16年4月1日 京丹後市 | 京丹後市 |
| 熊 野 郡 | 竹藤村     | 竹藤村     | 竹藤村              | 下佐濃村                   | 下佐濃村                       | 下佐濃村                   | 昭和26年1月1日 佐濃村          | 昭和33年5月3日 久美浜町に編入 | 平成16年4月1日 京丹後市 | 京丹後市 |
| 熊 野 郡 | 女布村     | 女布村     | 女布村              | 下佐濃村                   | 下佐濃村                       | 下佐濃村                   | 昭和26年1月1日 佐濃村          | 昭和33年5月3日 久美浜町に編入 | 平成16年4月1日 京丹後市 | 京丹後市 |
| 熊 野 郡 | 丸山村     | 丸山村     | 丸山村              | 下佐濃村                   | 下佐濃村                       | 下佐濃村                   | 昭和26年1月1日 佐濃村          | 昭和33年5月3日 久美浜町に編入 | 平成16年4月1日 京丹後市 | 京丹後市 |
| 熊 野 郡 | 永留村     | 永留村     | 永留村              | 下佐濃村                   | 下佐濃村                       | 下佐濃村                   | 昭和26年1月1日 佐濃村          | 昭和33年5月3日 久美浜町に編入 | 平成16年4月1日 京丹後市 | 京丹後市 |
| 熊 野 郡 | 郷村       | 郷村       | 郷村                | 下佐濃村                   | 下佐濃村                       | 下佐濃村                   | 昭和26年1月1日 佐濃村          | 昭和33年5月3日 久美浜町に編入 | 平成16年4月1日 京丹後市 | 京丹後市 |

## 行政

### 市長
- 市長：中山泰（通算5期目）

歴代市長
| 代     | 氏名     | 就任日        | 退任日        |
| ------ | -------- | ------------- | ------------- |
| 初-3代 | 中山泰   | 2004年5月16日 | 2016年5月15日 |
| 4代    | 三崎政直 | 2016年5月16日 | 2020年5月15日 |
| 5代    | 中山泰   | 2020年5月16日 | 現職          |

### 姉妹都市･提携都市

#### 国内
提携都市
| 都市名   | 都道府県 | 地方名   | 提携年月日                |
| -------- | -------- | -------- | ------------------------- |
| 木津川市 | 京都府   | 近畿地方 | 2008年（平成20年）1月11日 |

#### 国外
提携都市
| 都市名 | 国名           | 地域名 | 提携年月日                 |
| ------ | -------------- | ------ | -------------------------- |
| 亳州市 | 中華人民共和国 | 安徽省 | 2006年（平成18年）10月18日 |

## 議会

### 市議会
- 定数：22人
- 任期：2020年5月15日 - 2024年5月14日

| 会派名     | 議席数 | 所属党派         |
| ---------- | ------ | ---------------- |
| 新政会     | 7      | 京都維新の会など |
| 丹政会     | 6      |                  |
| 日本共産党 | 3      | 日本共産党       |
| 創明会     | 2      |                  |
| 無会派     | 2      |                  |

※2020年（令和2年）5月1日時点。

### 府議会
2023年京都府議会議員選挙
- 選挙区：京丹後市選挙区
- 定数：1人
- 投票日：2023年4月9日
- 当日有権者数：43,918人
- 投票率：45.96％

| 候補者名   | 当落 | 年齢 | 党派名     | 新旧別 | 得票数   |
| ---------- | ---- | ---- | ---------- | ------ | -------- |
| 森口亨     | 当   | 54   | 自由民主党 | 現     | 14,581票 |
| 吉田早由美 | 落   | 72   | 日本共産党 | 新     | 5,242票  |

2019年京都府議会議員選挙
- 選挙区：京丹後市選挙区
- 定数：1人
- 投票日：2019年4月7日
- 当日有権者数：46,198人
- 投票率：59.43％

| 候補者名   | 当落 | 年齢 | 党派名     | 新旧別 | 得票数   |
| ---------- | ---- | ---- | ---------- | ------ | -------- |
| 森口亨     | 当   | 50   | 無所属     | 新     | 12,745票 |
| 巽昭       | 落   | 64   | 無所属     | 現     | 10,521票 |
| 吉田早由美 | 落   | 68   | 日本共産党 | 新     | 3,915票  |

### 衆議院
- 選挙区：京都5区（福知山市、舞鶴市、綾部市、宮津市、京丹後市、与謝郡）
- 任期：2021年10月31日 - 2025年10月30日
- 当日有権者数：238,618人
- 投票率：59.49％

| 当落 | 候補者名   | 年齢 | 所属党派   | 新旧別 | 得票数   | 重複 |
| ---- | ---------- | ---- | ---------- | ------ | -------- | ---- |
| 当   | 本田太郎   | 47   | 自由民主党 | 前     | 68,693票 | ○    |
|      | 山本和嘉子 | 53   | 立憲民主党 | 前     | 32,108票 | ○    |
|      | 井上一徳   | 59   | 無所属     | 前     | 21,904票 |      |
|      | 山内健     | 53   | 日本共産党 | 新     | 16,375票 |      |

## 施設

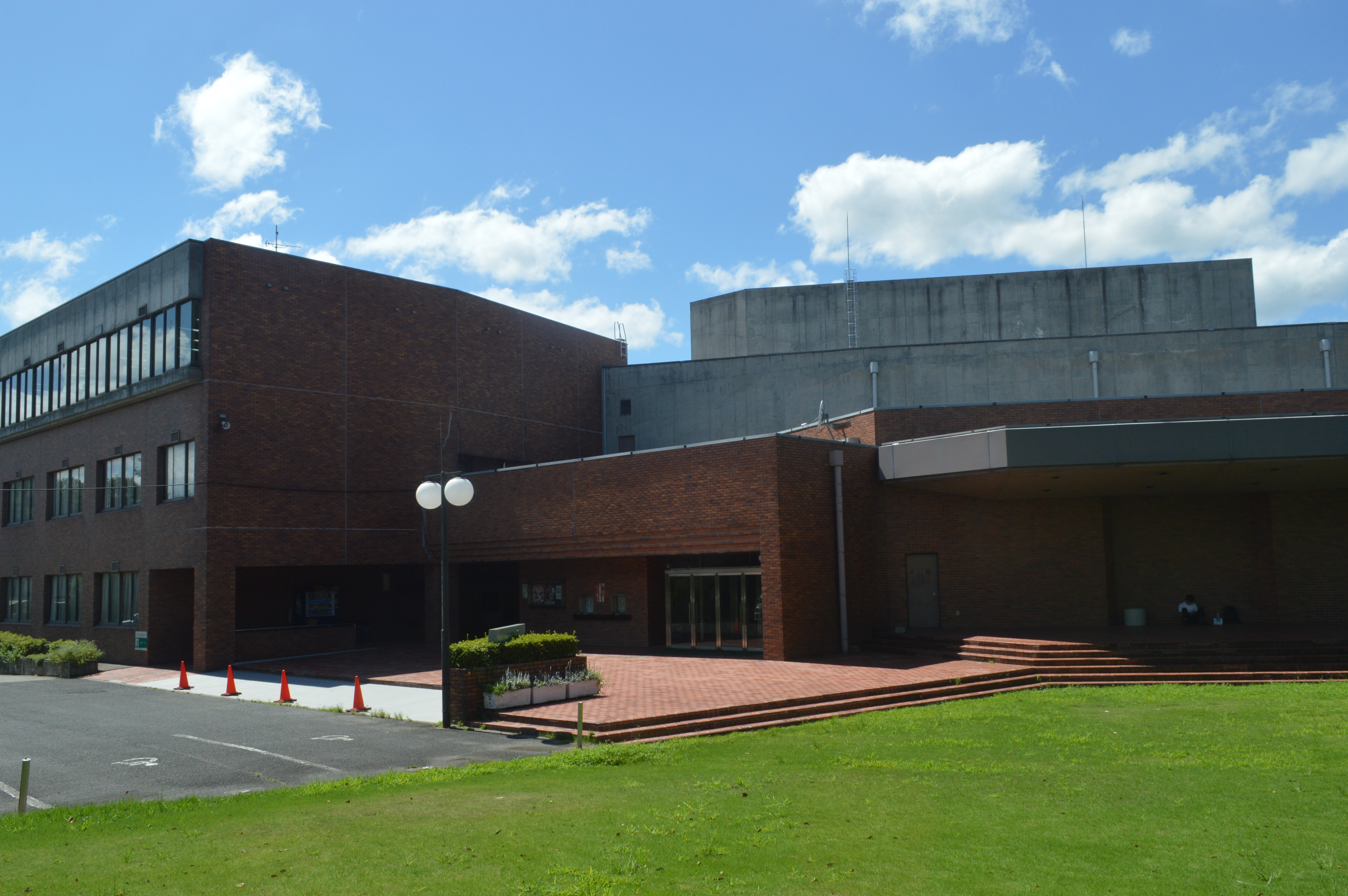
京丹後市立峰山図書館

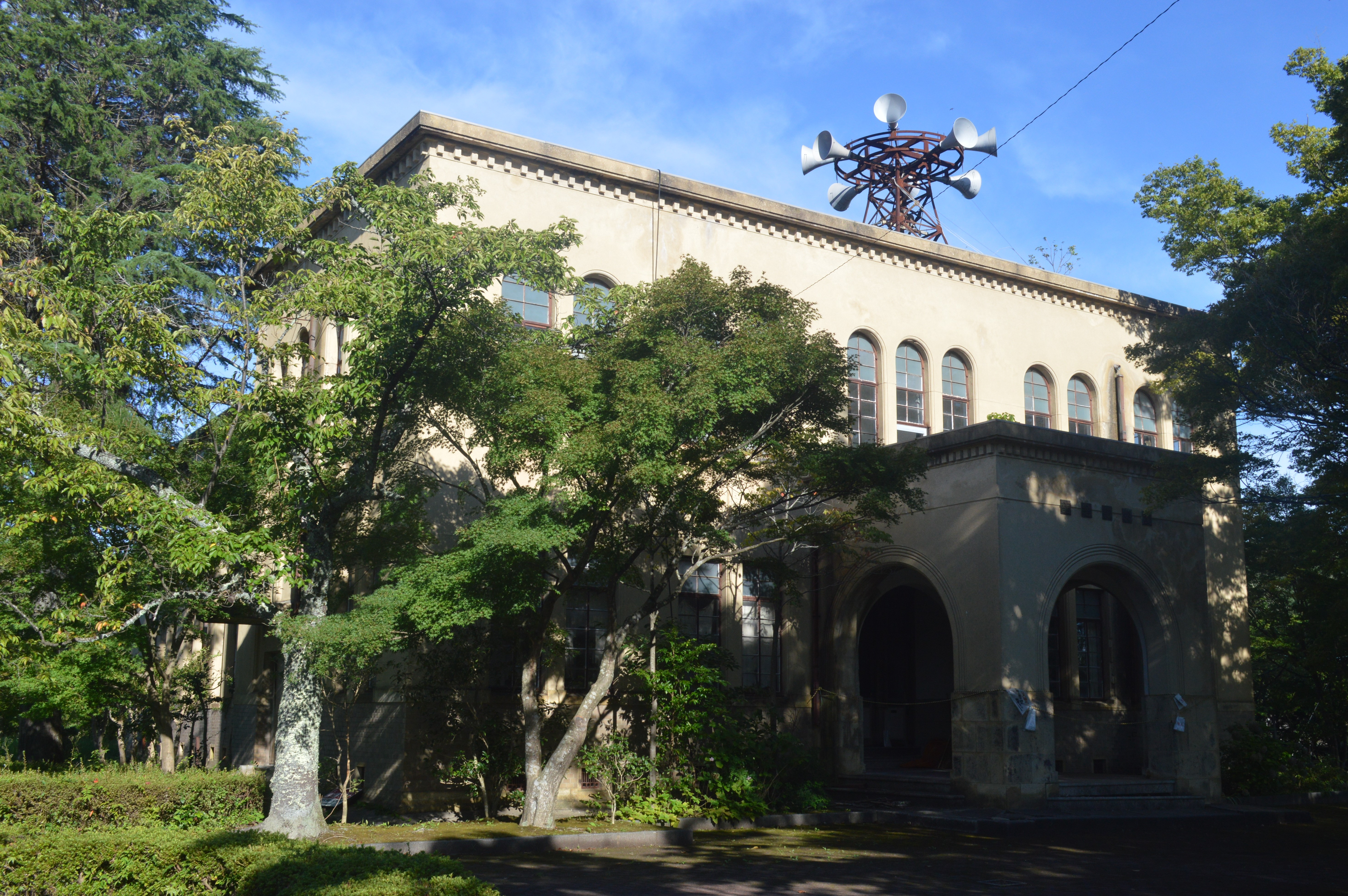
丹後震災記念館

峰山郵便局

### 国家機関・府の機関
厚生労働省
- 京都労働局
  - 丹後労働基準監督署
  - 峰山公共職業安定所（ハローワーク）

財務省
- 大阪国税局峰山税務署

自衛隊

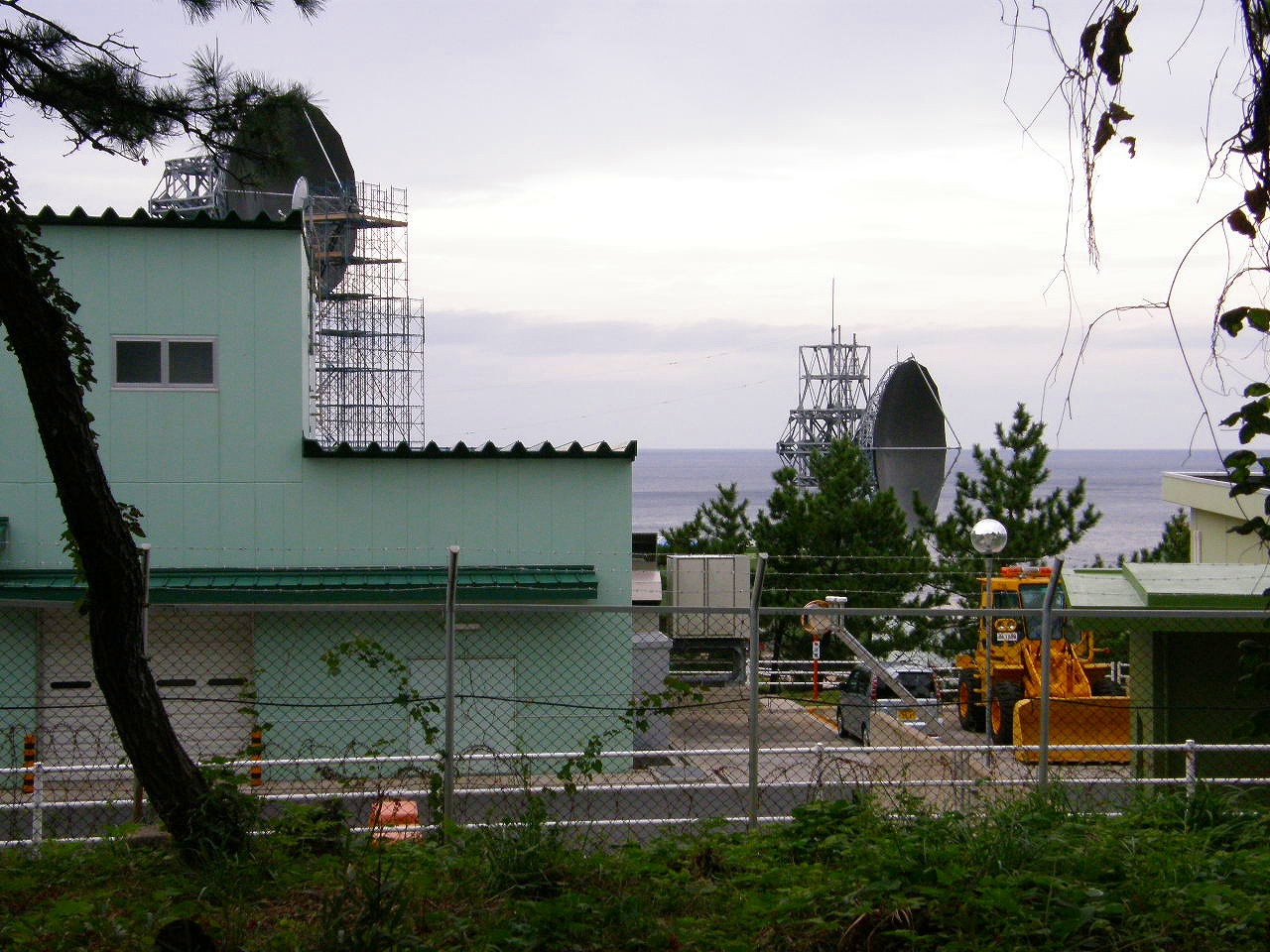
航空自衛隊経ヶ岬分屯基地（京都府京丹後市袖志無番地）

- 航空自衛隊経ヶ岬分屯基地（京都府京丹後市袖志無番地）
  - 航空自衛隊入間基地の分屯基地として第35警戒隊が配置される。在日米軍経ヶ岬通信所（後述）が隣接する。

法務省
- 京都地方法務局京丹後支局
- 京都地方検察庁宮津支部
  - 京丹後区検察庁

裁判所
- 京丹後簡易裁判所

府政機関
- 京都府丹後広域振興局

在日米軍
- 経ヶ岬通信所

### 警察
本部
- 京都府警察

警察署
- 京都府京丹後警察署
  - 網野交番（京丹後市網野町網野）
  - 久美浜交番（京丹後市久美浜町）
  - 署所在地（京丹後警察署内）
  - 峰山交番（京丹後市峰山町杉谷）
  - 宇川駐在所（京丹後市丹後町久僧）
  - 大宮駐在所（京丹後市大宮町口大野）
  - 海部駐在所（京丹後市久美浜町橋爪）
  - 川上駐在所（京丹後市久美浜町金谷）
  - 神野駐在所（京丹後市久美浜町浦明）
  - 橘駐在所（京丹後市網野町木津）
  - 黒部駐在所（京丹後市弥栄町黒部）
  - 郷駐在所（京丹後市網野町郷）
  - 河辺駐在所（京丹後市大宮町河辺）
  - 五箇駐在所（京丹後市峰山町五箇）
  - 佐濃駐在所（京丹後市久美浜町佐野）
  - 島津駐在所（京丹後市網野町島津）
  - 丹後駐在所（京丹後市丹後町間人）
  - 丹波駐在所（京丹後市峰山町丹波）　　
  - 常吉駐在所（京丹後市大宮町下常吉）
  - 豊栄駐在所（京丹後市丹後町成願寺）
  - 三重駐在所（京丹後市大宮町三重）
  - 湊駐在所（京丹後市久美浜町湊宮）
  - 弥栄駐在所（京丹後市弥栄町和田野）
  - 丹後町警備派出所（京丹後市丹後町上野）

### 消防
本部
- 京丹後市消防本部

消防署
- 峰山消防署（峰山町丹波826-1）

分署
- 網野分署（網野町網野3030）
- 久美浜分署（久美浜町甲山1523-18）

分遣所
- 竹野川分遣所（丹後町大山681-1）

### 医療・福祉
- 市立弥栄病院
- 市立久美浜病院
- 丹後中央病院（峰山町）
- 丹後ふるさと病院（網野町）
- 丹後暮らし探求舎（峰山町）[17]

### 郵便局
- 丹後郵便局
- 中浜郵便局
- 峰山郵便局

郵便番号
郵便番号は、以下の通り（2004年4月1日に変更）。
- 峰山郵便局：627-00xx、627-85xx、627-86xx、627-87xx、629-25xx、627-01xx
- 丹後郵便局：627-02xx
- 網野郵便局：629-31xx、-32xx
- 久美浜郵便局：629-34xx、-35xx

### 文化施設
- 京丹後市立図書館（組織名）
  - 京丹後市立峰山図書館
  - 京丹後市立あみの図書館
  - 京丹後市大宮図書室
  - 京丹後市立丹後図書室
  - 京丹後市弥栄図書室
  - 京丹後市立久美浜図書室
- 森の中の家 安野光雅館
- ヒカリ美術館
- こころの森美術館
- 京丹後市立郷土資料館
- 丹後震災記念館
- 京丹後市立丹後古代の里資料館
- 琴引浜鳴き砂文化館
- 豪商 稲葉本家

### マスメディア
新聞社
マスメディアのうち3社が、市内に取材拠点を置いている（50音順）。
- 京都新聞 京丹後支局（峰山町荒山）[18]
- 毎日新聞 一井洋一が運営 - 峰山町長岡
- 読売新聞 京丹後通信部 - 峰山町杉谷

放送局
峰山町西山には峰山中継局があり、京丹後市内の一部地域に向けてテレビ・FM放送を送信している。また、久美浜町には難視地域を対象としたサテライト局がある（2011年7月24日に運用終了したアナログ放送では網野町浜詰、丹後町間人、同町徳光にもあった）。京丹後市を拠点とする放送局として、コミュニティ放送の京丹後コミュニティ放送（FMたんご、峰山町丹波）があり、久美浜町と丹後町の一部を除く地域で聴取できる。
テレビチャンネル・ラジオ周波数については京丹後市内テレビ・FM中継局を参照。
- 2009年12月1日 - 市内全域をサービスエリアとするケーブルテレビACTV京丹後局が開局[19]。FMラジオ4局、AMラジオ3局（FM変換）も再送信されており、区域外のサンテレビ、Kiss FM KOBEも市内全域で再放送されている。
- 2014年時点のケーブルテレビ加入戸数は約50%、インターネットのみの加入を含めると約70%が加入。旧町別では峰山町22.2%、大宮町26.7%、網野町51.7%、弥栄町53.1%、久美浜町81.6%、丹後町97.0%となっている[20]。
- 2021年時点では、約1万世帯がACTV京丹後局に加入している[21]。
- このほか、一部地域ではeo光テレビも利用できる。

### 中継局
- 京丹後市内テレビ・FM中継局

ケーブルテレビ・ラジオ周波数（ACTV京丹後局）
| リモコンキーID | テレビ放送局名      | デジタル | アナログ | ラジオ放送局名       | 周波数   |
| -------------- | ------------------- | -------- | -------- | -------------------- | -------- |
| 3              | SUNサンテレビジョン | 26       | 3        | Kiss FM KOBE         | 87.9 MHz |
| 11             | ACTV京丹後局        | 27       | 11       | NHK大阪第1放送（AM） | 77.8 MHz |
|                |                     |          |          | NHK大阪第2放送（AM） | 78.0 MHz |
|                |                     |          |          | KBS京都放送(AM)      | 78.5 MHz |

### 上下水道
- 京都府営水道
- 京丹後市上下水道部

### 電信
- NTT西日本

## 経済

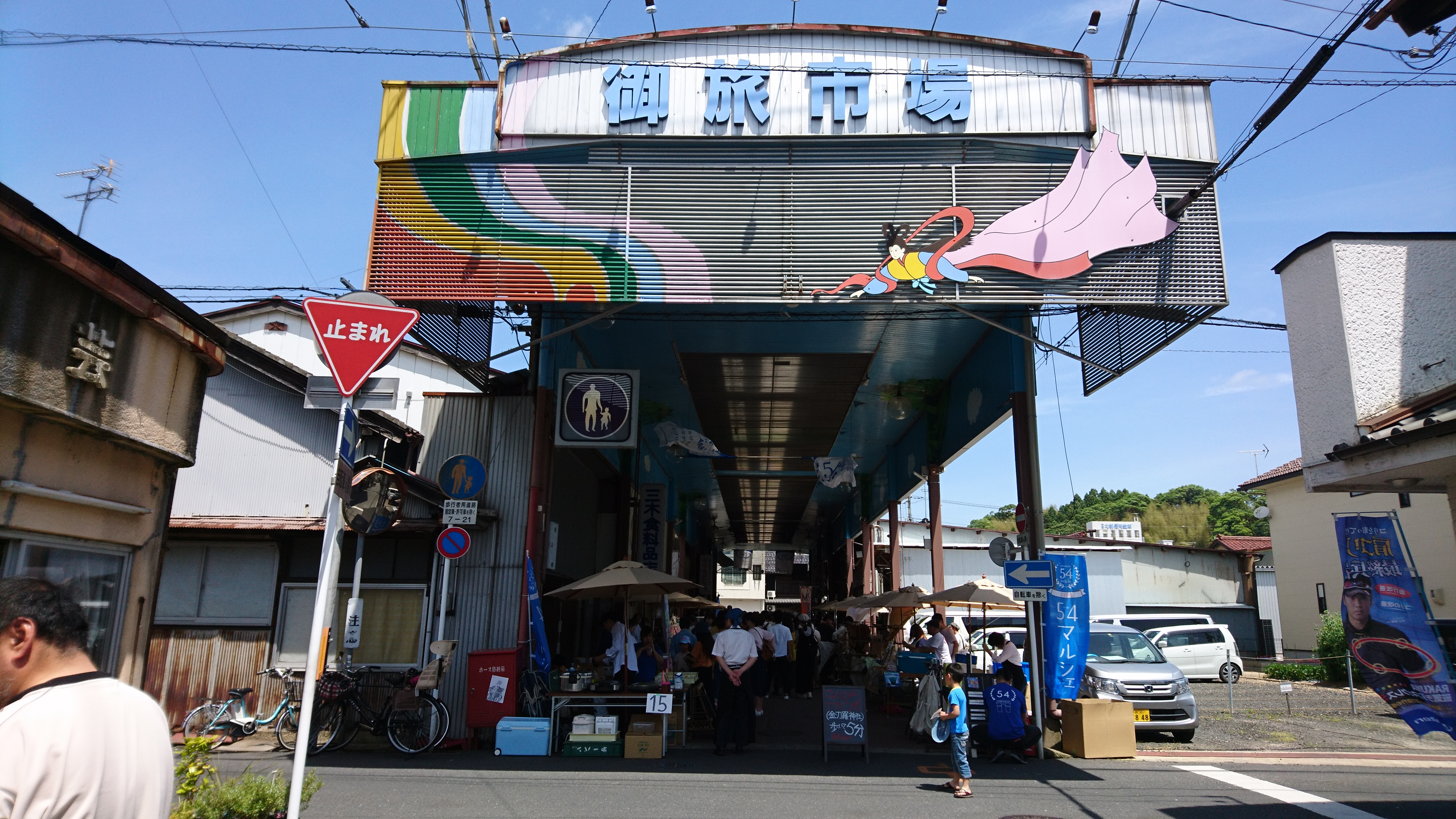
日本一短い市場を自称する御旅市場

### 商業
主な商業施設
- ショッピングセンターマイン
  - エール峰山店
- コメリ
- ジュンテンドー
- ナフコ京丹後店
- 西松屋京丹後店
- ヤマダ電機京丹後店

アンテナショップ
- 2006年（平成18年）11月、公益財団法人丹後地域地場産業振興センター（以下「アミティ丹後」）が丹後地方の地場産品の展示普及事業として京丹後市大宮町三坂の国道312号線沿いにアンテナショップ「特産品ショップ あるでぇ丹後」をオープンしたものの、2008年（平成20年）9月に閉店した。
- 2007年（平成19年）7月、京丹後市の魅力発信事業補助金を受け、アミティ丹後が京都市上京区の堀川商店街にアンテナショップ「ホッと丹後」をオープンした。丹後地方の特産品や加工品などを販売していたが、入居するテナントの耐震化工事などの関係から、2018年（平成30年）2月に閉店した[23]。
- その後の2018年9月26日、京都市西京区の髙島屋洛西店1階食料品売り場に「海の京都・丹後物産コーナー」としてオープンした。商品構成はホッと丹後を踏襲するとしている[24][25]。
- 2019年（令和元年）7月、アミティ丹後が京都市上京区建勲通り角に「ちょっと丹後」をオープンした。ホッと丹後で扱っていた特産品や加工品などを販売している。
- 2019年（令和元年）11月、京都市中京区錦市場に「丹後TABLE」がオープンした。道の駅丹後王国「食のみやこ」を運営している株式会社丹後王国ブルワリーが運営する。イートインスペースが設置され、他店で購入した商品も持ち込み可能[26]。

### 農業
きょうたんご茶/京たんご茶
京丹後で作られた茶葉を100%使った、オリジナルのお茶である。
2004年（平成16年）から京丹後市内の丹後国営農地（大宮町、網野町、久美浜町）で作られており、2021年(令和3年)時点で生産者は4戸、茶園面積は44.3ヘクタールであった。京丹後市久美浜町内には茶生産の拠点となる荒茶製造施設（製茶工場）があり、刈り取った生葉の乾燥を行なっている。
丹後国営農地特有のスケールメリットを活かした大型機械の導入や省力化に取り組んでおり、また府内の産地としては新興産地であるが、年々茶の品質が向上している。
2015年（平成27年）からは生産者全員で海外輸出向けの茶生産を開始。厳しい残留農薬の基準をクリアし、EU、台湾、北米などへ輸出している。
京丹後産の茶は市内観光施設などでも販売されていて、煎茶、番茶、ほうじ茶、ペットボトルのお茶も販売している。

### 水産業
主な港
- 久美浜港（地方港湾）

主な漁港
- 間人漁港
- 浅茂川漁港
- 袖志漁港
- 竹野漁港
- 小間漁港
- 砂方漁港
- 三津漁港
- 遊漁港
- 磯漁港
- 浜詰漁港
- 蒲井漁港
- 旭漁港

### 工業

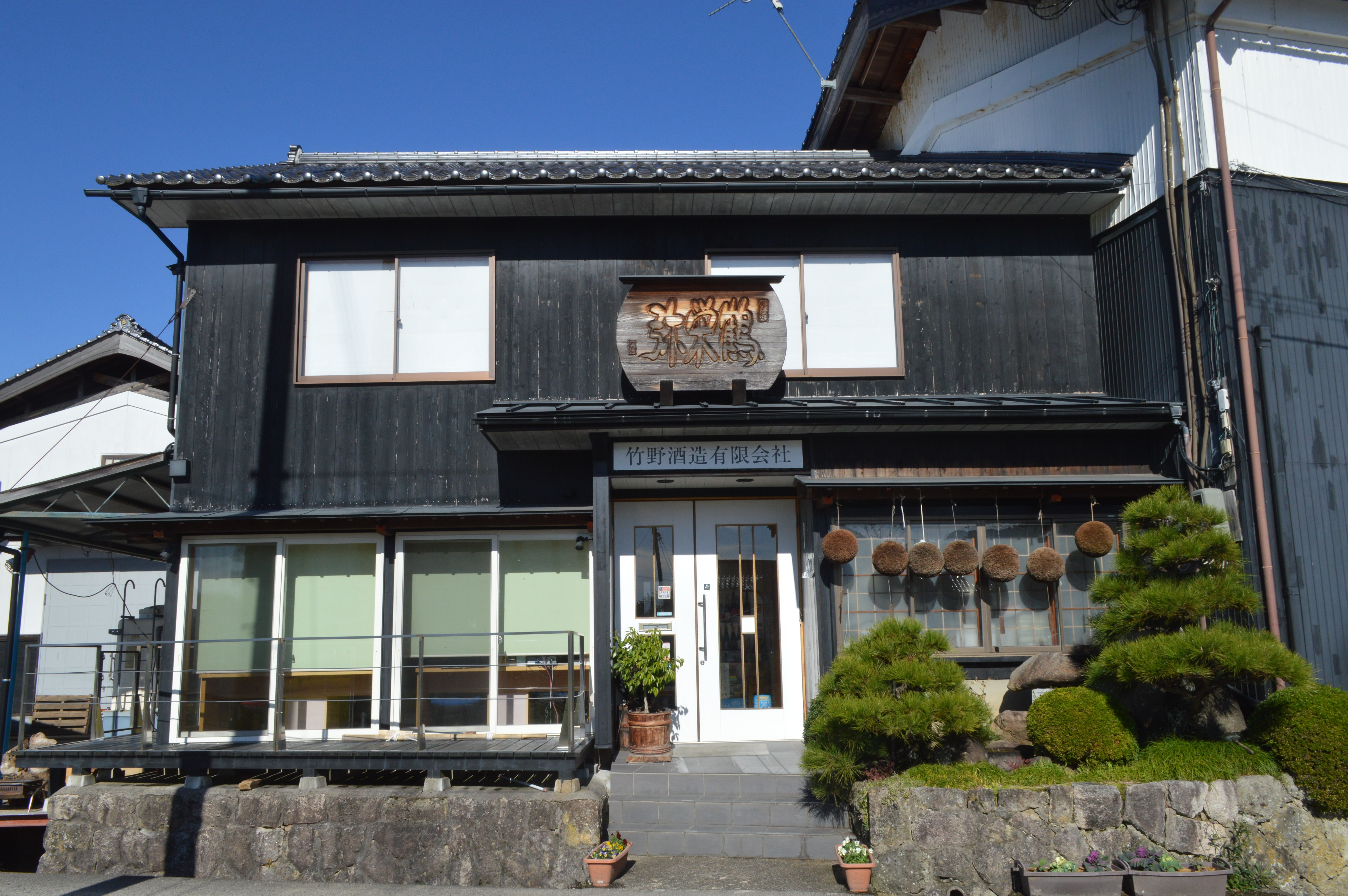
竹野酒造

丹後地方出身の杜氏は丹後杜氏として知られ、京都・伏見の酒蔵などで高く評価されていた。現在も丹後地方には多数の酒蔵や醸造業企業がある。
醸造業
- 木下酒造 - 代表銘柄は「玉川」。
- 白杉酒造 - 代表銘柄は「白木久」。
- 竹野酒造 - 代表銘柄は「弥栄鶴」と「亀の尾蔵舞」。
- 熊野酒造 - 代表銘柄は「久美の浦」。
- 吉岡酒造場 - 代表銘柄は「吉野山」。
- 小野甚味噌醤油醸造
- 大下倉醤油醸造所 - 銘柄はだいまるしょうゆ。

## 教育
少子化による児童数減少の影響から学校再配置計画が進められている。合併時の2004年時点では小学校は31校あったが、少子化で2018年2月時点では19校に減少。閉校・統合に伴う移転による小学校跡地・施設は14か所ある。市は同年4月に2校、2019年春には更に2校の小学校統合を計画している。市は既存施設を使い産業振興や地域活性化を図るとしている。

### 大学
国立
- 京都工芸繊維大学 京丹後キャンパス地域連携センター

私立
- 京都精華大学 丹後学舎

### 高等学校
府立
- 京都府立峰山高等学校
- 京都府立清新高等学校（京都府立峰山高等学校弥栄分校と同一校舎）
- 京都府立丹後緑風高等学校網野学舎（京都府立網野高等学校と同一校舎）
- 京都府立網野高等学校間人分校（2020年4月、京都府立清新高等学校に統合、2019年4月が最後の入学となった）
- 京都府立丹後緑風高等学校久美浜学舎（京都府立久美浜高等学校と同一校舎）

### 中学校
市立
- 京丹後市立峰山中学校
- 京丹後市立大宮中学校
- 京丹後市立網野中学校

- 京丹後市立丹後中学校
- 京丹後市立弥栄中学校
- 京丹後市立久美浜中学校

### 小学校
市立
- 京丹後市立峰山小学校
- 京丹後市立いさなご小学校
- 京丹後市立しんざん小学校
- 京丹後市立長岡小学校
- 京丹後市立大宮第一小学校
- 京丹後市立大宮南小学校
- 京丹後市立島津小学校
- 京丹後市立橘小学校
- 京丹後市立網野北小学校
- 京丹後市立網野南小学校

- 京丹後市立丹後小学校
- 京丹後市立宇川小学校
- 京丹後市立吉野小学校
- 京丹後市立弥栄小学校
- 京丹後市立久美浜小学校
- 京丹後市立高龍小学校
- 京丹後市立かぶと山小学校

### 幼稚園
- 峰山幼稚園
- 網野幼稚園
- 丹後幼稚園

### 自動車学校
- 京都府峰山自動車学校
- 網野自動車教習所

### 廃校
- 丹後町立豊栄小学校力石分校（1971年閉校）
- 弥栄町立野間小学校味土野分校（同上）
- 網野町立木津小学校（1972年閉校）
- 網野町立浜詰小学校（同上）
- 丹後町立上宇川小学校（1975年閉校）
- 丹後町立下宇川小学校（同上）
- 丹後町立下宇川小学校袖志分校（同上）
- 丹後町立竹野小学校此代分校（同上）
- 大宮町立三重小学校（1980年閉校)
- 丹後町立虎杖小学校（1991年閉校）
- 京丹後市立三津小学校（旧網野町・2012年閉校）
- 京丹後市立網野南小学校（旧網野町・2014年閉校）
- 京丹後市立郷小学校（同上）

2018年（平成30年）4月3日、京丹後市立郷土資料館として開館。丹後ちりめんの機具等を展示する。
- 京丹後市立溝谷小学校（旧弥栄町・2014年閉校）
- 京丹後市立鳥取小学校（同上）
- 京丹後市立黒部小学校（同上）
- 京丹後市立野間小学校（同上）
- 京丹後市立竹野小学校（旧丹後町・2012年閉校）
- 京丹後市立大宮第二小学校（旧大宮町・2013年閉校）
- 京丹後市立大宮第三小学校（同上）
- 京丹後市立田村小学校（旧久美浜町・2013年閉校）
- 京丹後市立神野小学校（同上）
- 京丹後市立湊小学校（同上)
- 京丹後市立川上小学校（旧久美浜町・2014年閉校）
- 京丹後市立海部小学校（同上）
- 京丹後市立佐濃小学校（同上）
- 京丹後市立高龍中学校（旧久美浜町・2013年閉校）
- 京丹後市立間人中学校（旧丹後町・2014年閉校）
- 京丹後市立宇川中学校（同上）
- 京丹後市立橘中学校（旧網野町・2015年閉校）
- 京丹後市立吉原小学校（旧峰山町・2016年閉校）
- 京丹後市立五箇小学校（同上）
- 京丹後市立新山小学校（2018年3月閉校）
- 京丹後市立丹波小学校（2018年3月閉校）
- 京丹後市立豊栄小学校（2019年3月閉校）
- 京丹後市立間人小学校（2019年3月閉校）

## 交通

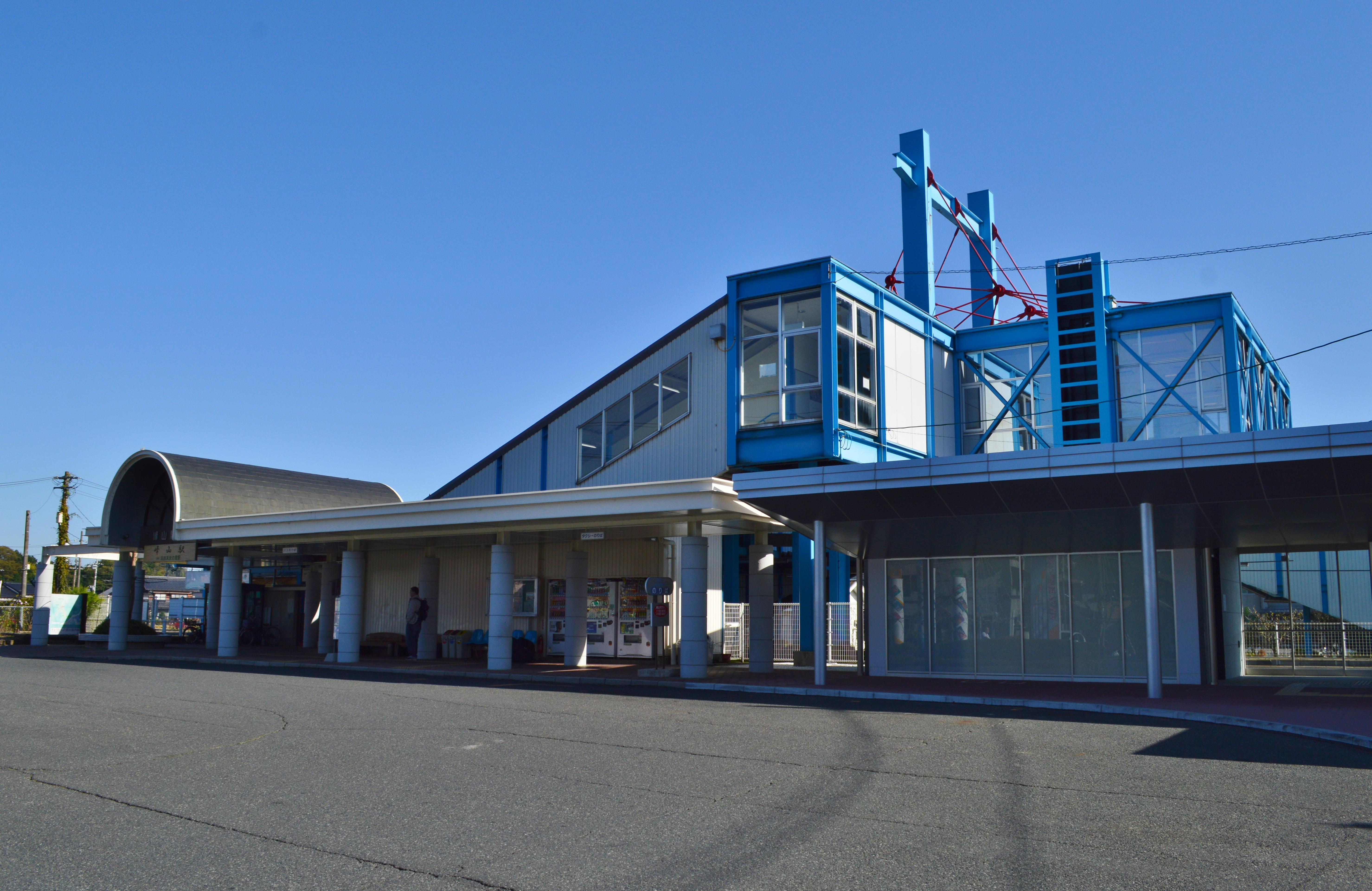
峰山駅

京都丹後鉄道路線図

### 鉄道
中心となる駅：峰山駅
京都丹後鉄道
- 宮豊線
  - 久美浜駅 - かぶと山駅 - 小天橋駅 - 夕日ヶ浦木津温泉駅 - 網野駅 - 峰山駅 - 京丹後大宮駅

2011年6月18日より、65歳以上の市民は京都丹後鉄道（2015年3月までは北近畿タンゴ鉄道）全線を上限200円で利用できる「高齢者上限200円レール」の取り組みを行っている。当初は土曜・日曜・祝日のみの適用だったが同年10月より毎日利用可能となる（お盆と年末年始は除く）。2012年10月からは京丹後市に加え宮津市・与謝野町・伊根町にも拡大。

### バス

#### 一般路線バス
市内全域を、丹後海陸交通（丹海バス・本社：京都府与謝野町）が担当している。また、大宮町（2008年より）、丹後町（2014年より）、弥栄町、久美浜町には京丹後市営バスが運行されている。
2006年10月1日より、丹後海陸交通との協働により市内の一部地域にて「上限200円バス」の運行を開始した。2007年10月1日からは丹海バスの上限200円の運行エリアを市内全域に拡大したほか、市営バスでも上限200円として運行を開始。2013年10月1日からは、京丹後市に加え宮津市・与謝野町・伊根町にも運行エリアを拡大している。
2014年7月14日より、新たに丹後町にて市営バスの実証運行を開始した。電話による予約運行（デマンドバス）で、必要とする区間を運行するもの。予約受付とバス運行は丹後町のNPO法人が行う。
- 丹海バス
  - 蒲入線、峰山線、峰山四辻線、峰山延利線、海岸線、丹後峰山線、間人循環線、久美浜線、弥栄網野砂丘線
- 京丹後市営バス
  - 市営バス弥栄延利線、市営バス久美浜路線（湊線、田村線、川上線、佐濃北線、佐濃南線、二区環状線）、市営デマンドバス豊栄竹野線、市営デマンドバス宇川線

#### 高速バス
京丹後市と京都市・大阪市を結ぶ昼行路線が運行されている。いずれも丹後海陸交通が運行するが、大阪線は阪急観光バスとの共同運行である。
- 京都駅・高速長岡京（西山天王山駅） - 大宮ロードパーク・丹海峰山車庫・峰山・網野駅・網野本町・丹後庁舎前・間人
- 梅田（阪急三番街BT）・新大阪駅・千里NT・大阪空港・宝塚IC・西宮北IC - 大宮ロードパーク・峰山駅・丹海峰山車庫

※太字は京丹後市内の停車地。京丹後市外の丹後地域の停車地は省略。

### デマンド交通
定額制乗り合いデマンド交通
峰山町の一部と、大宮町の一部で2021年6月30日に定額乗り放題AIシェアリングモビリティサービス「mobi（モビ）」の運行を開始した。
乗車プランには月額（サブスクリプション）制のほか、1回乗車プランが設定されている。
利用者は、専用のアプリから利用が可能（スマートフォンを利用しない場合は電話から予約できる）で、AIルーティングによる最適ルートでの誘導を可能としている。同居家族を6名まで追加（別途追加料金）でき、送迎の負担軽減や、高齢者の免許返納後の代替交通として期待されている。
EV乗合タクシー（丹タク）
網野町と久美浜町で2015年10月1日、「EV乗合タクシー」（通称・丹タク（たんタク））の運行を開始。丹後海陸交通が運行事業者となり、各町で1台ずつ運行した。
乗車は網野町・久美浜町全域、降車は京丹後市全域と豊岡市の市街地周辺。町内は1人500円（小学生は半額）、旧町を超えると旧町毎に250円が加算される。予約制だが駅受け（網野駅・久美浜駅）は予約なしでも利用可能。人を乗車させるだけではなく、「買い物代行、見守り代行（1人暮らし高齢者の安否確認）、図書館代行（本の借受、返却を代行）、病院予約代行、小荷物輸送サービス」を行う新たな「乗合デマンド型」の輸送サービスを行うとした。
しかし、利用者数の低迷や、開始時はタクシー事業者が無かった両町に民間のタクシー事業者ができたことなどから、2020年3月31日をもって終了した。

### 道路

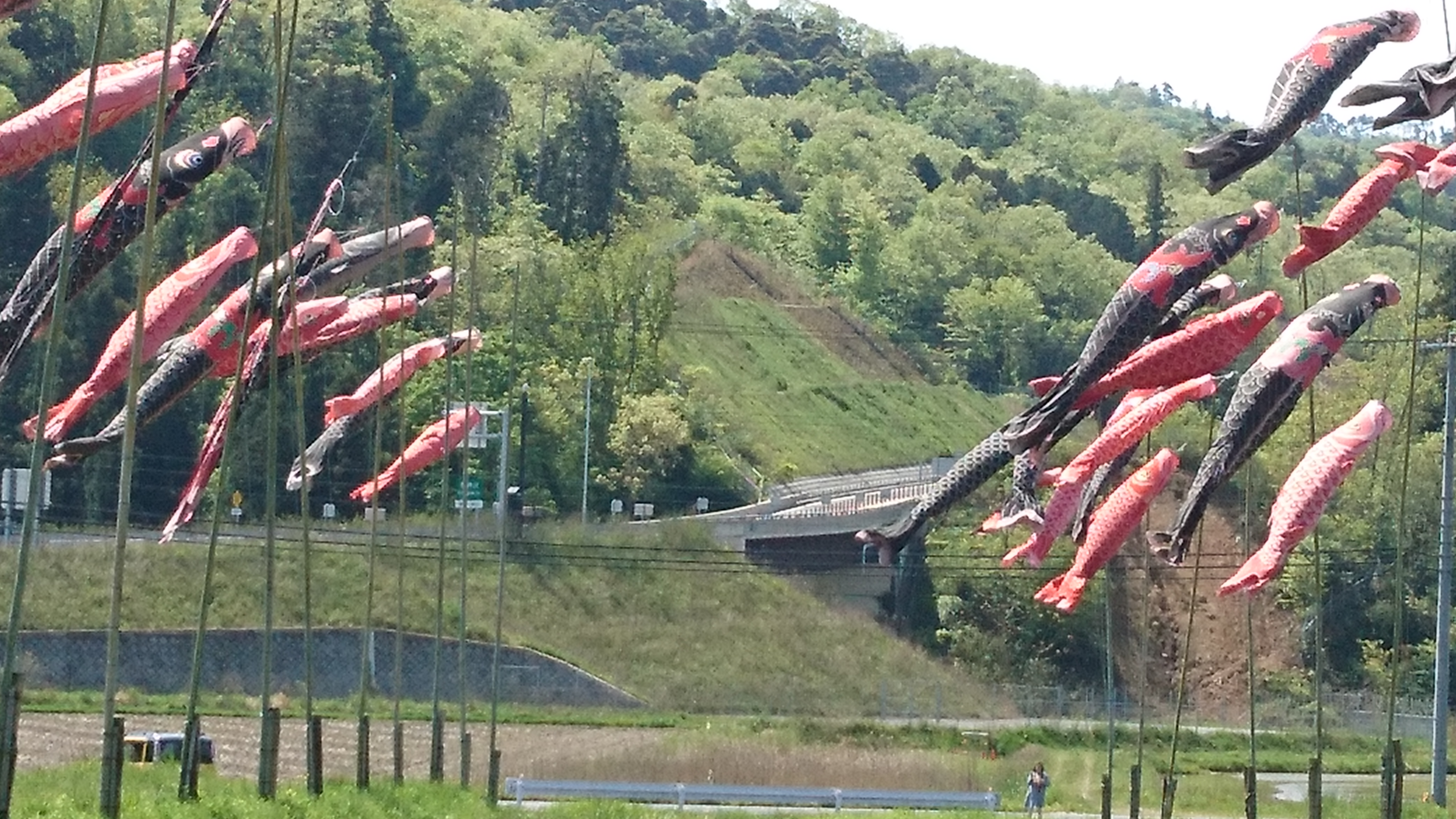
京丹後大宮IC

#### 高速道路
- 山陰近畿自動車道
（香美町）- 大宮峰山IC - 京丹後大宮IC -（宮津市）

#### 国道
- 国道178号
- 国道312号
- 国道482号

#### 府県道
主要地方道
- 京都府道17号網野峰山線
- 京都府道20号網野久美浜線
- 京都府道49号久美浜湊宮浦明線
- 京都府道53号網野岩滝線
- 京都府道75号浜丹後線

一般府県道
- 京都府道・兵庫県道122号久美浜気比線
- 京都府道617号上延利線
- 京都府道618号上世屋内山線
- 京都府道625号岩ヶ鼻須川線
- 京都府道652号久僧伊根線
- 京都府道653号碇網野線
- 京都府道654号井辺平線
- 京都府道655号味土野大宮線
- 京都府道656号間人大宮線
- 京都府道657号明田京丹後大宮停車場線
- 京都府道658号久住河辺線
- 京都府道659号二箇河辺線
- 京都府道660号峰山停車場荒山線
- 京都府道661号峰山停車場線
- 京都府道662号溝谷内記線
- 京都府道663号掛津峰山線
- 京都府道664号橋木鳥取線
- 京都府道665号木津網野線
- 京都府道666号岡田浦明線
- 京都府道667号夕日ヶ浦木津温泉停車場線
- 京都府道668号野中小天橋停車場線
- 京都府道669号芦原甲山線
- 京都府道670号久美浜停車場線
- 京都府道671号尉ヶ畑布袋野線
- 京都府道672号間人港線
- 京都府道673号浅茂川下岡線
- 京都府道・兵庫県道703号永留豊岡線
- 京都府道・兵庫県道704号鱒留但東線
- 兵庫県道・京都府道706号町分久美浜線

## 名所・旧跡・観光スポット

### 旧中郡

#### 峰山エリア
- 金刀比羅神社 - 日本唯一とされる狛猫が境内にある。3月から12月の月1回、「こんぴら手づくり市」が開催される。
- 赤坂今井墳墓 - 国の史跡
- 天女の里 - 里山体験施設
- 御旅市場 - アーケード商店街。年に数回、丹後一円から出店者が集う「京丹後54マルシェ」が開催される。

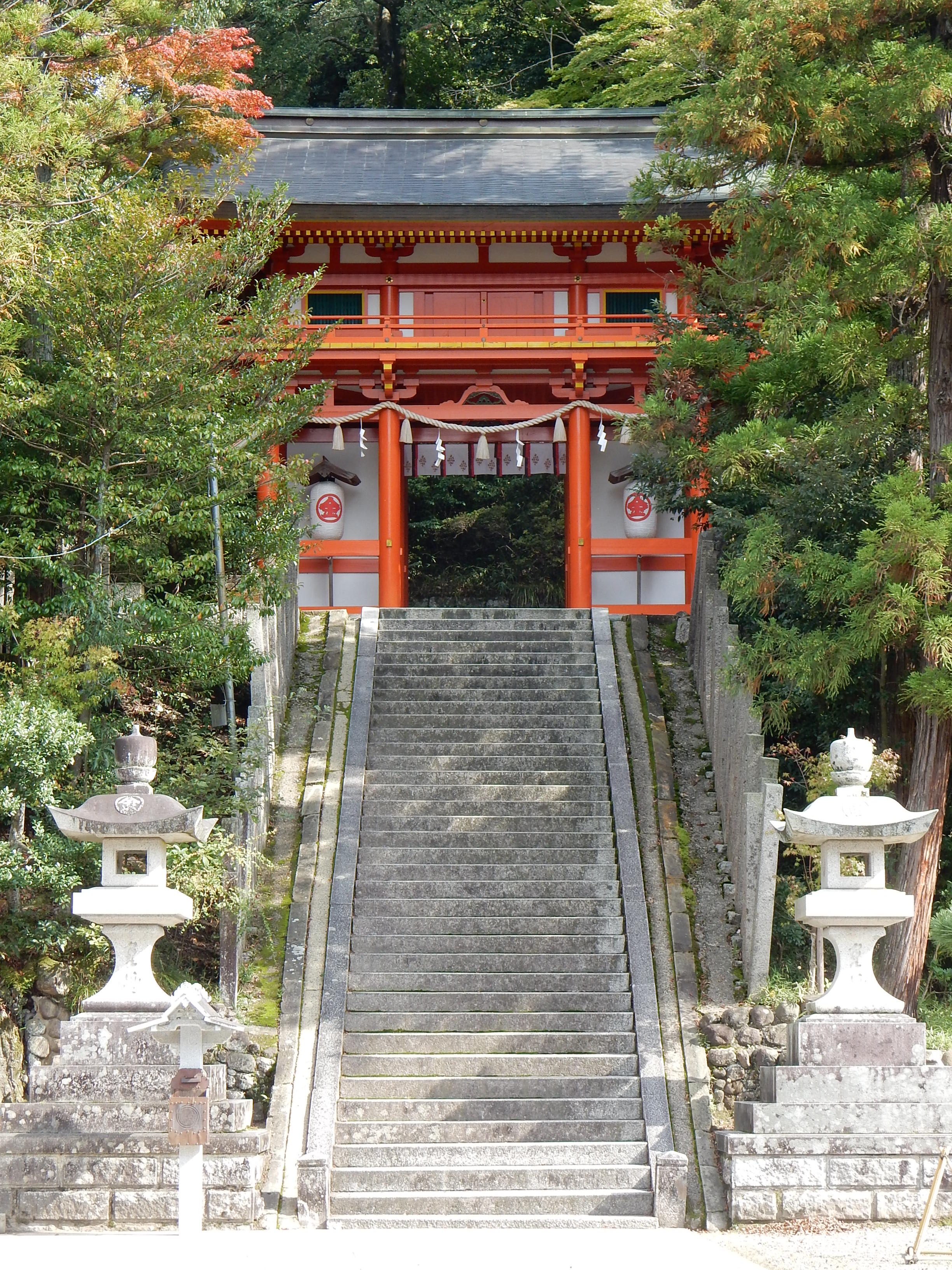
金刀比羅神社
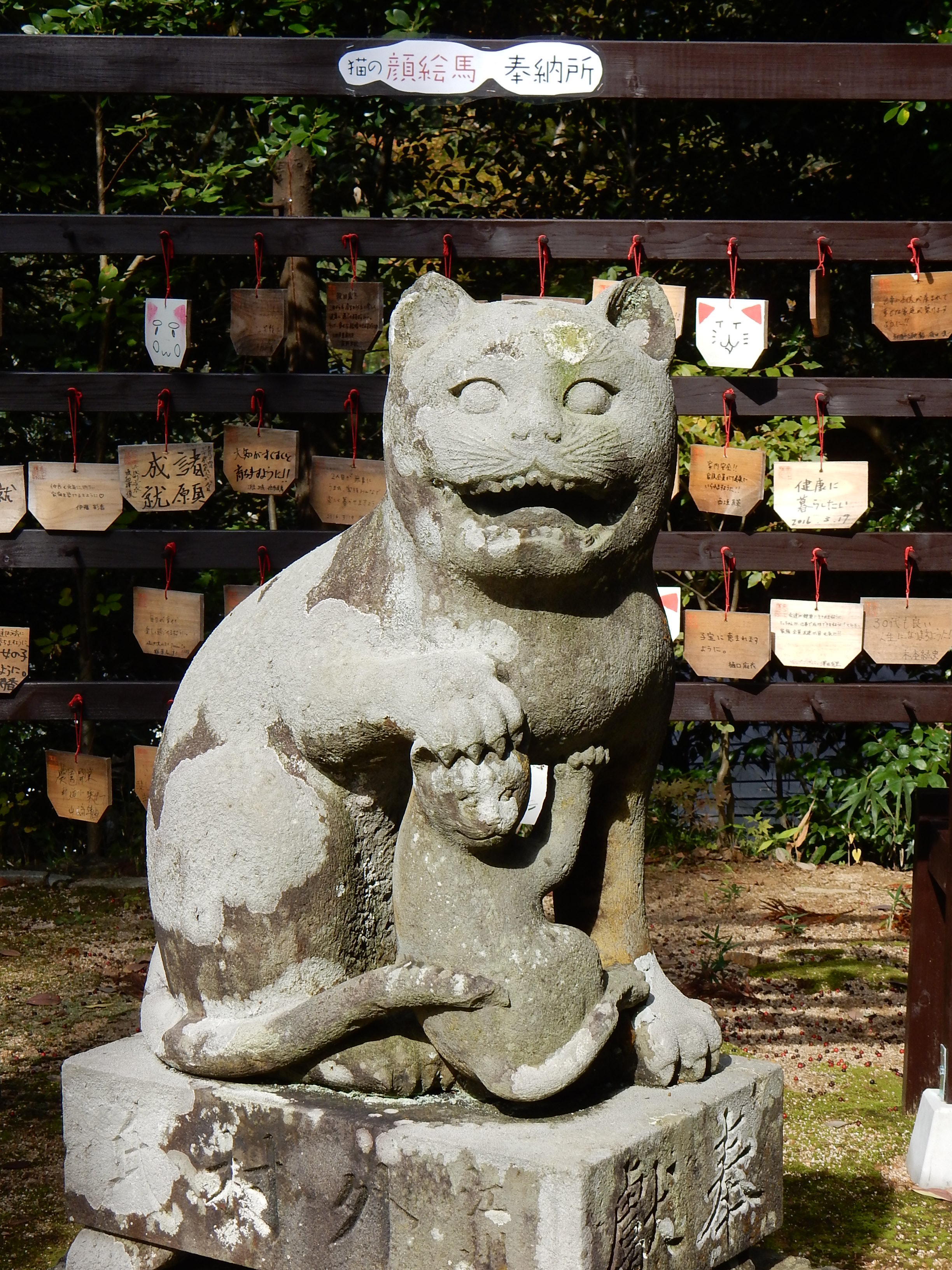
狛猫

#### 大宮エリア
- 大宮売神社
- 冨持神社
- 天神神社
- 経典寺
- 常林寺
- 丹後マスターズビレッジ - スポーツ、染色・陶芸教室体験施設
  - 大宮ふれあい工房
- つねよし百貨店

### 旧竹野郡

#### 網野エリア
- 郷村断層 - 北丹後地震（1927年）で出来た断層。国の天然記念物。
- 網野銚子山古墳 - 国の史跡。
- 琴引浜 - 国の名勝・国の天然記念物。
- 夕日ヶ浦海岸（浜詰海水浴場） - 日本の夕陽百選。砂浜に2017年に初めて設置されたブランコ「ゆらり」は、2019年は3月22日から10月末まで設置。インスタ映えスポットとして、女性などが訪れる人気スポットとなっている[38]。
- 最北子午線塔 - 子午線最北点
- 静神社 - 静御前生誕の地
- 京丹後市立郷土資料館
- 網野山村体験交流センターせせらぎ（2014年3月31日をもって休館）

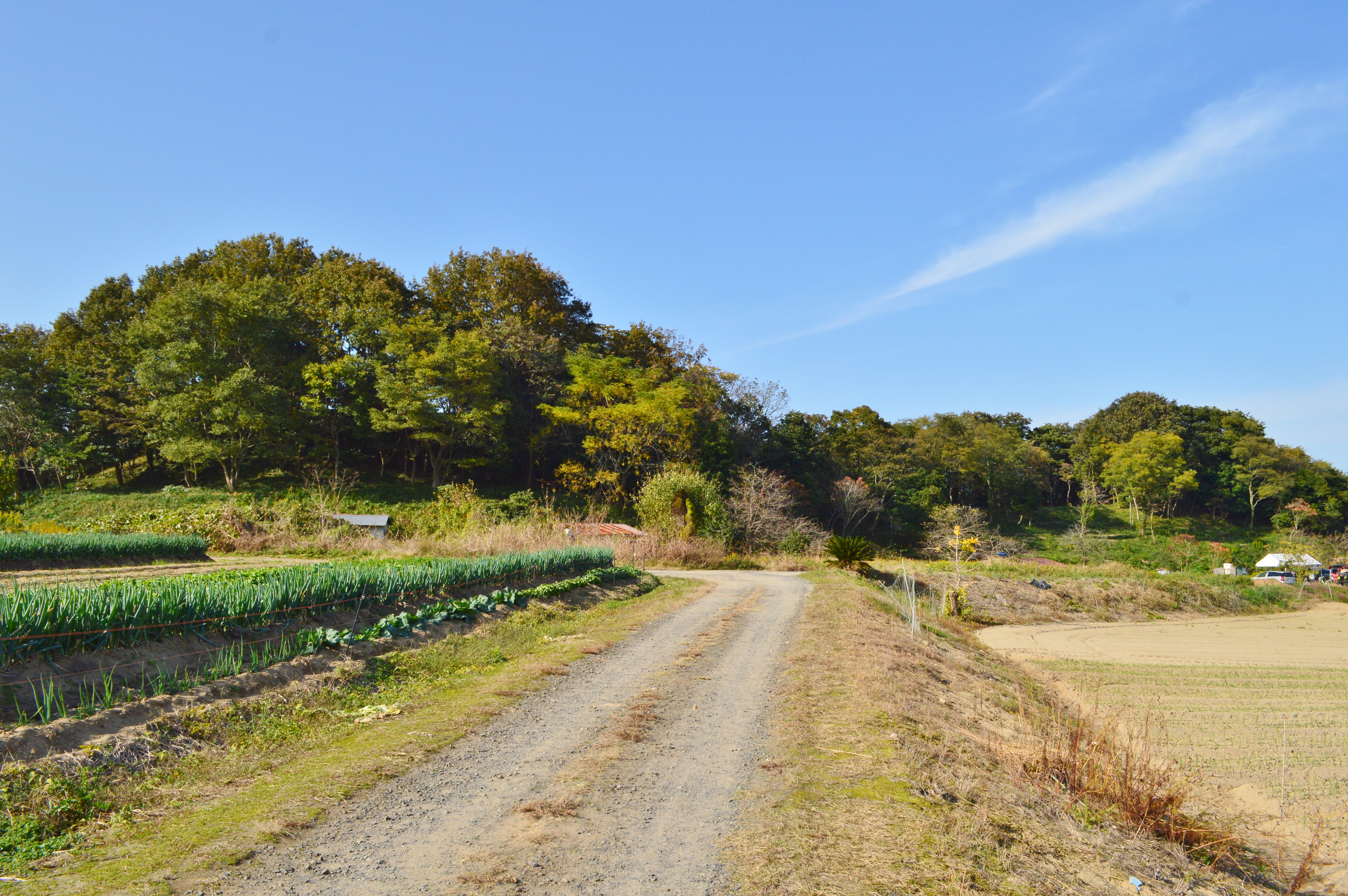
網野銚子山古墳
夕日ヶ浦海岸のブランコ「ゆらり」

#### 丹後エリア
- 間人エリア
  - 後ヶ浜海水浴場
  - 立岩 - 玄武岩の自然岩。丹後半島を代表する景勝地の一つ。
  - 間人皇后母子像
  - 城島 - 周囲4キロメートルにも及ぶ磯場。
- 丹後松島 - 日本三景の松島に似ていることが名称の由来。
- 屏風岩 - 屏風のようにそびえ立つ高さ13mもある奇岩。
- 袖志の棚田 - 日本の棚田百選。
- 神明山古墳 - 国の史跡。
- 経ヶ岬 - 京都府及び近畿地方の最北端。
- 経ヶ岬灯台
- 道の駅てんきてんき丹後
- 京都府碇高原総合牧場

城島
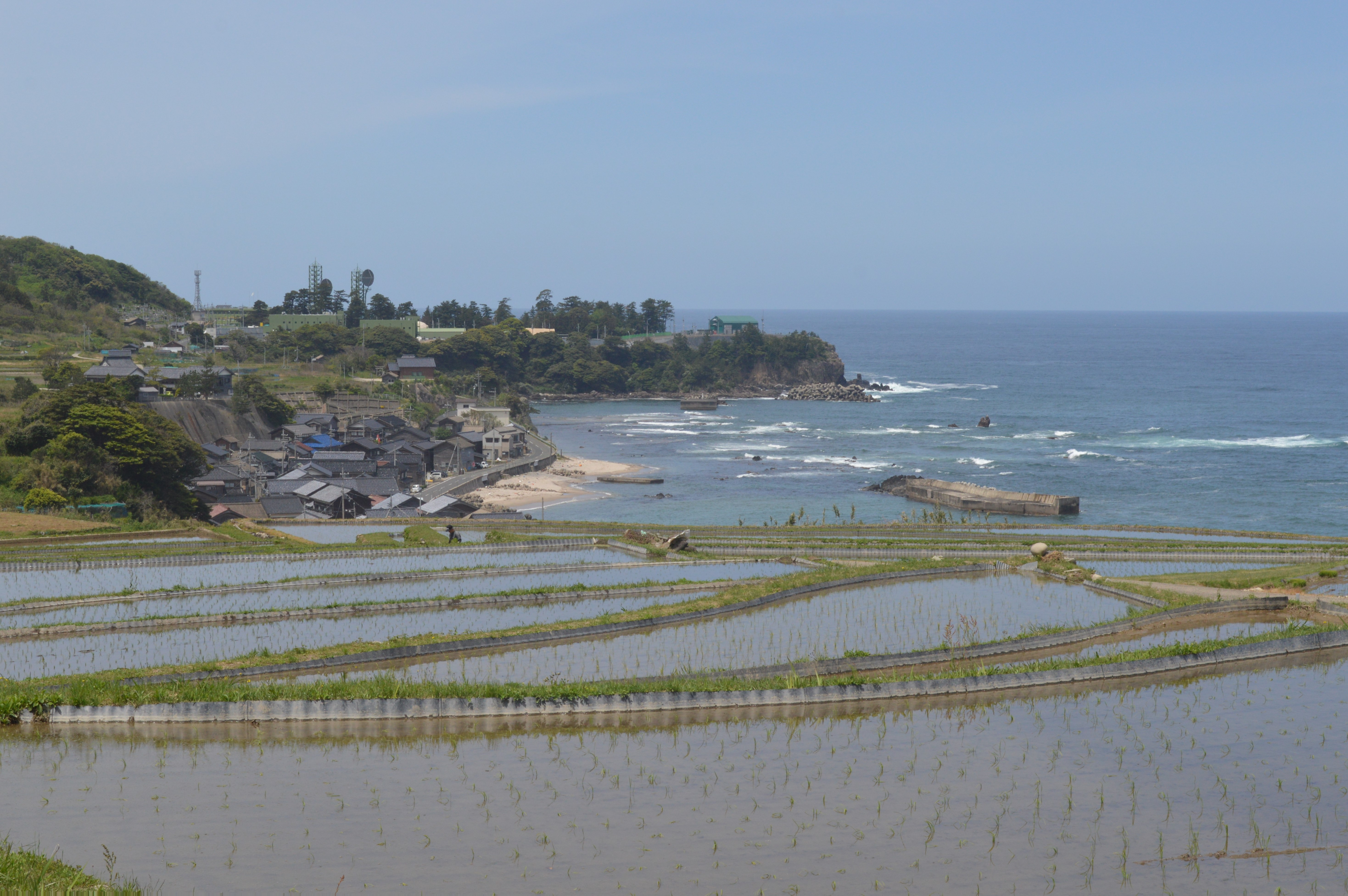
袖志の棚田
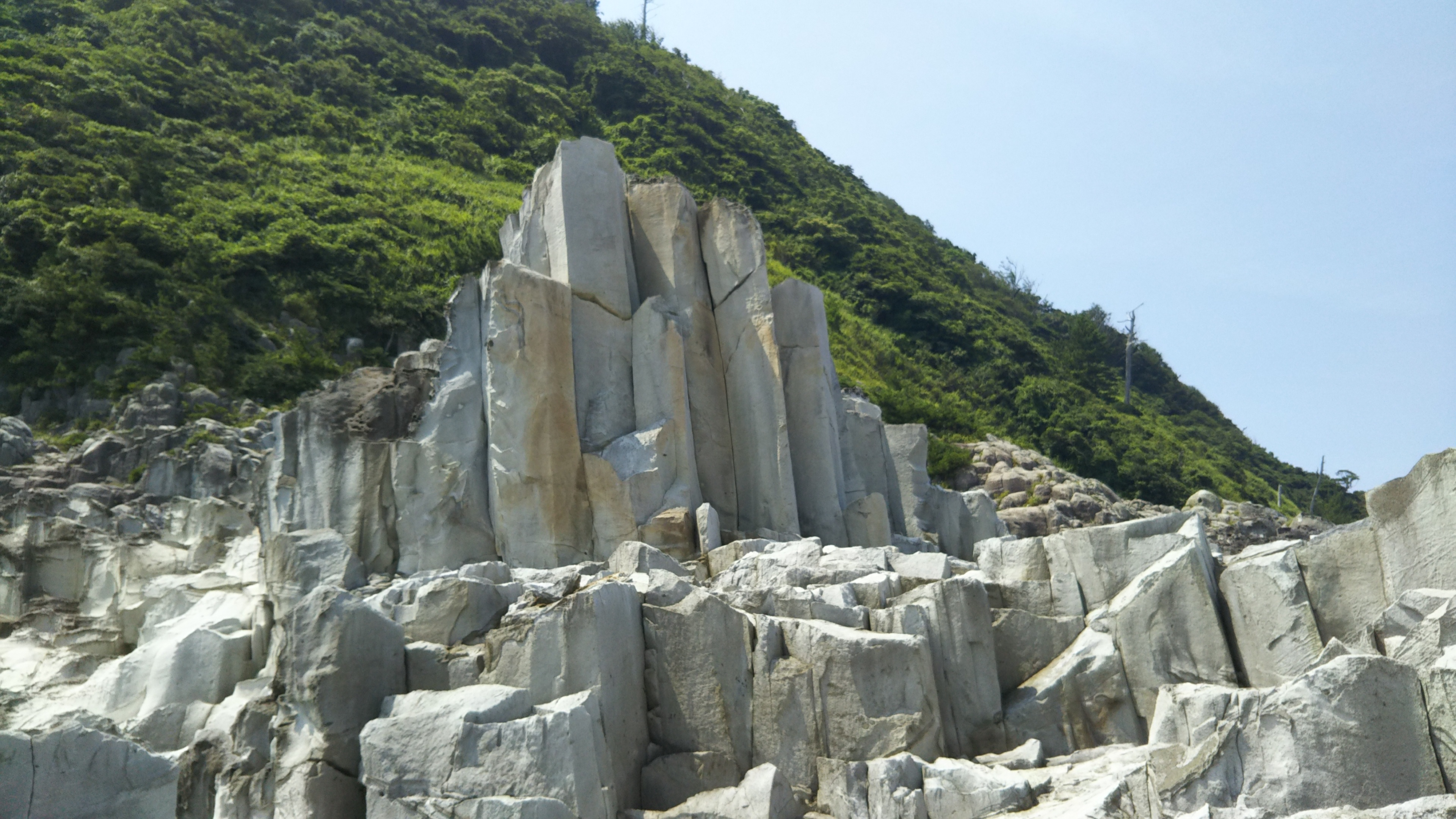
経ヶ岬
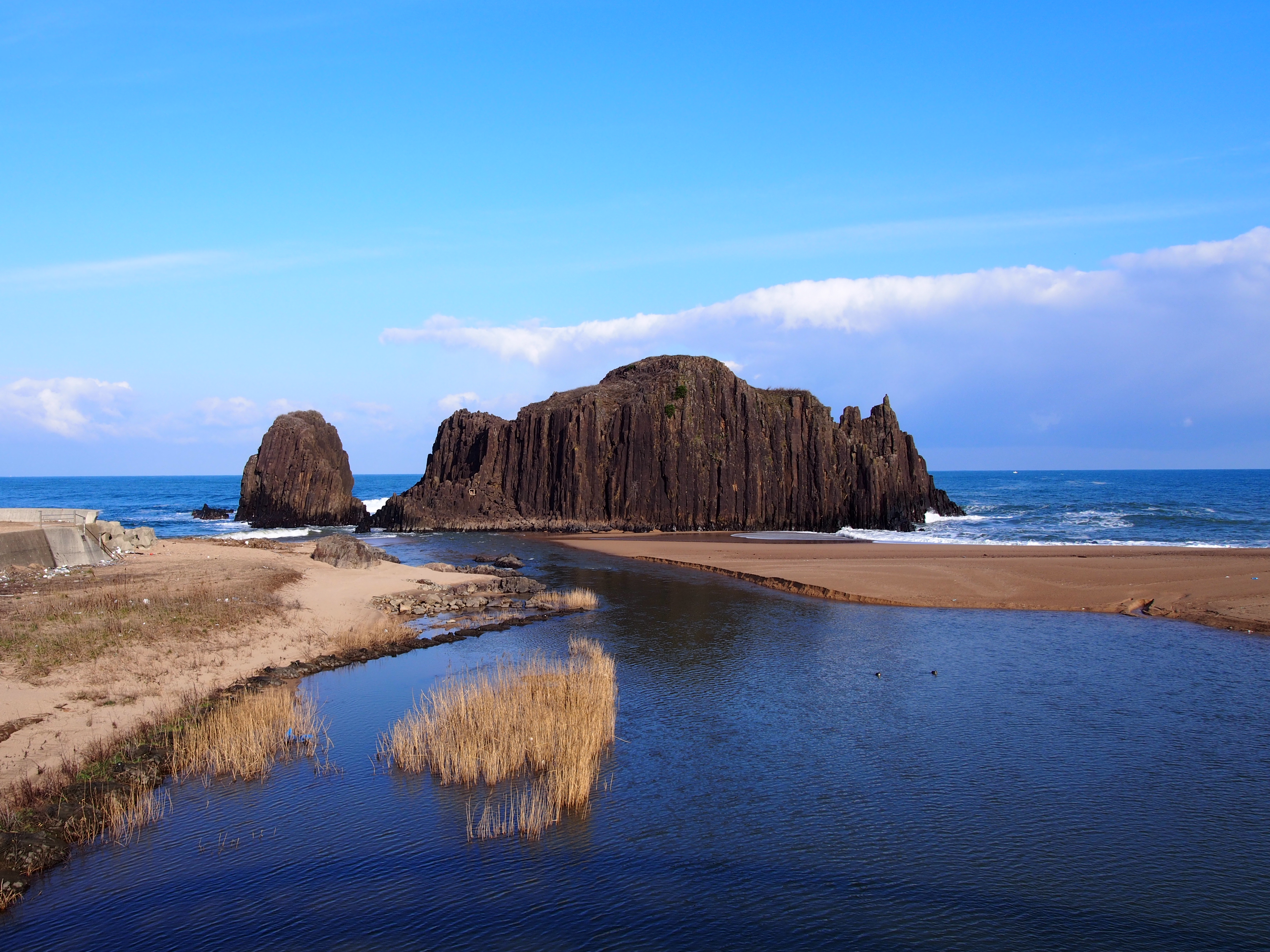
後ヶ浜海岸の立岩
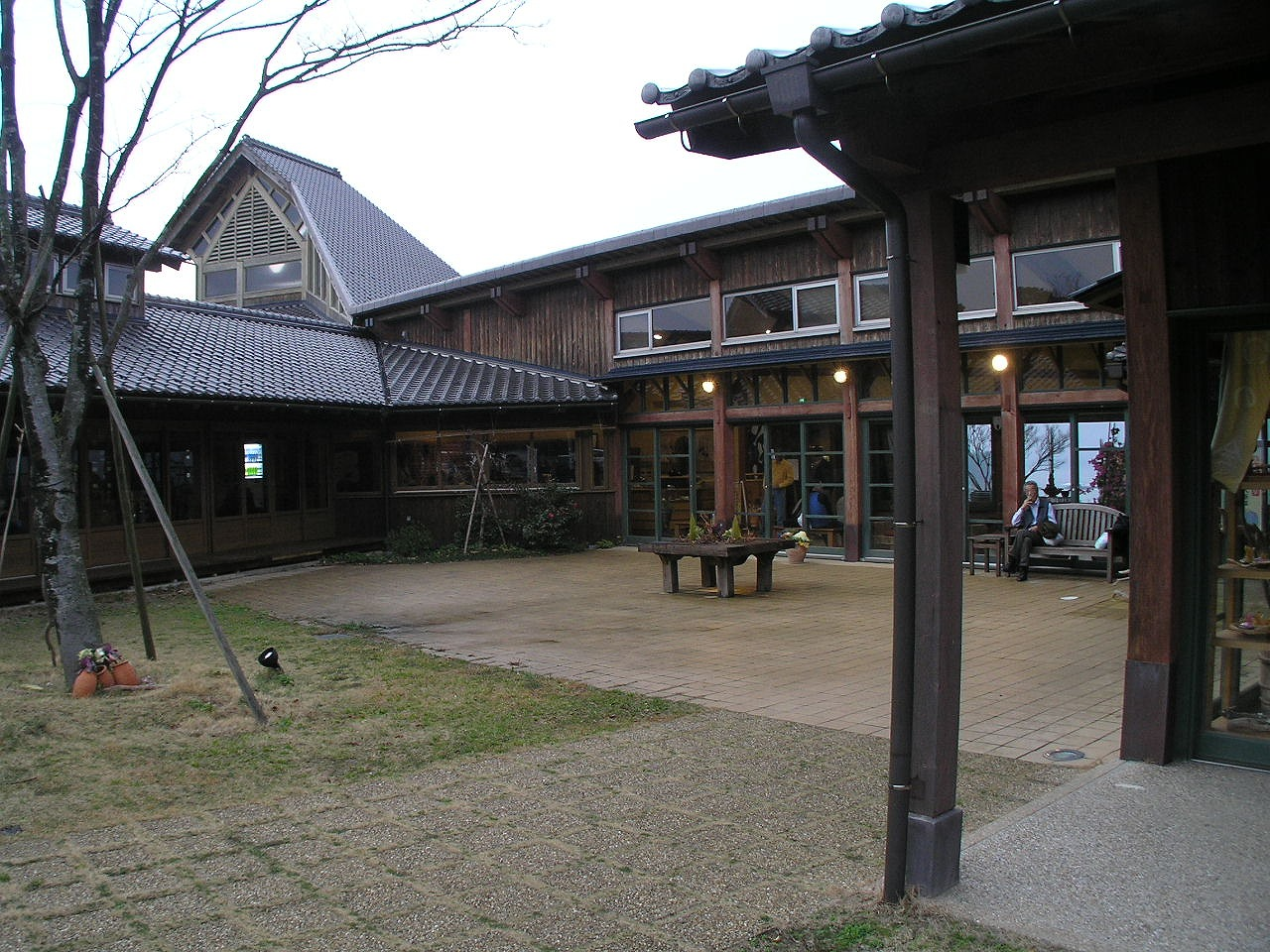
宇川温泉よし野の里

#### 弥栄エリア
- 京都府農業公園
  - 道の駅丹後王国「食のみやこ」（旧丹後あじわいの郷ゆーらぴあ）
- 京丹後森林公園スイス村 - レジャースポット
  - 太鼓山スノーどんどんパーク in スイス村 - 旧称は森林公園スイス村スキー場。
- 竹野酒造bar362+3
- 味土野大滝 - 2019年（平成31年）4月16日 京丹後市弥栄町味土野の「味土野ガラシャ大滝」の展望所と遊歩道が完成し、展望所で、開眼法要が開催された[39]。市観光協会弥栄支部が整備を進め、近くには駐車場も設けて観光客誘致につなげる。地元の野間連合区などと「麒麟がくる京丹後プロジェクト推進協議会」をつくり、大滝を新しく「味土野ガラシャ大滝」と命名した[39]。
- 細川ガラシャ夫人の碑
- 大田南5号古墳

### 旧熊野郡

#### 久美浜エリア
- かぶと山公園 - 久美浜湾を一望（山陰海岸国立公園）
- 神谷太刀宮神社 - 式内社。
- 本願寺 - 本堂は重要文化財。
- 如意寺 - 関西花の寺めぐり、第七番札所。
- 豪商 稲葉本家 - 国の登録有形文化財。
- 宗雲寺
- 道の駅くみはまSANKAIKAN
- 小天橋 - 日本三景のうち天橋立に似ていることから名づけられた（山陰海岸国立公園）。
  - 小天橋海水浴場 - 全長約6km、関西屈指のロングビーチ、日本の水浴場88選。
  - 箱石浜、葛野浜、蒲井浜

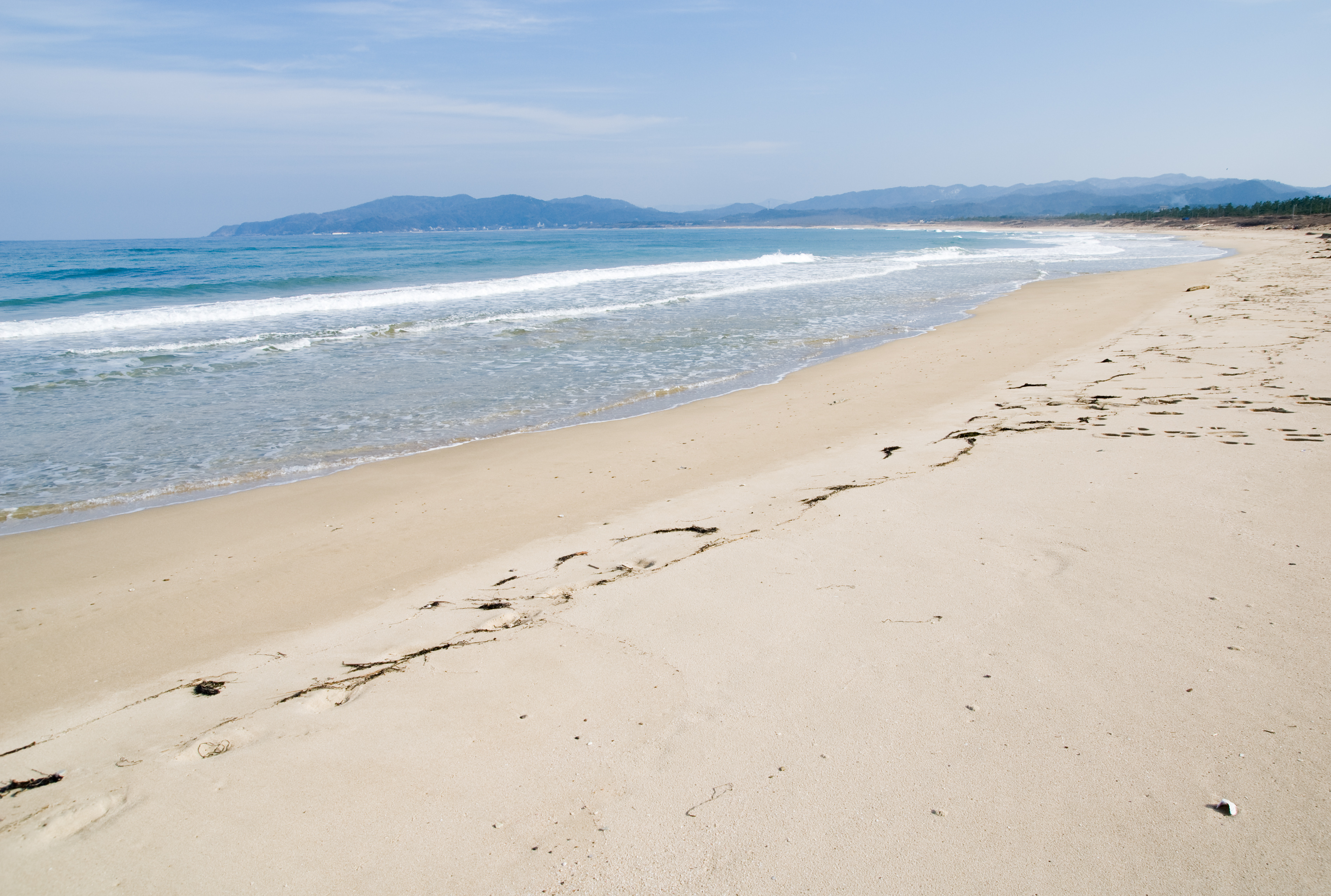
小天橋
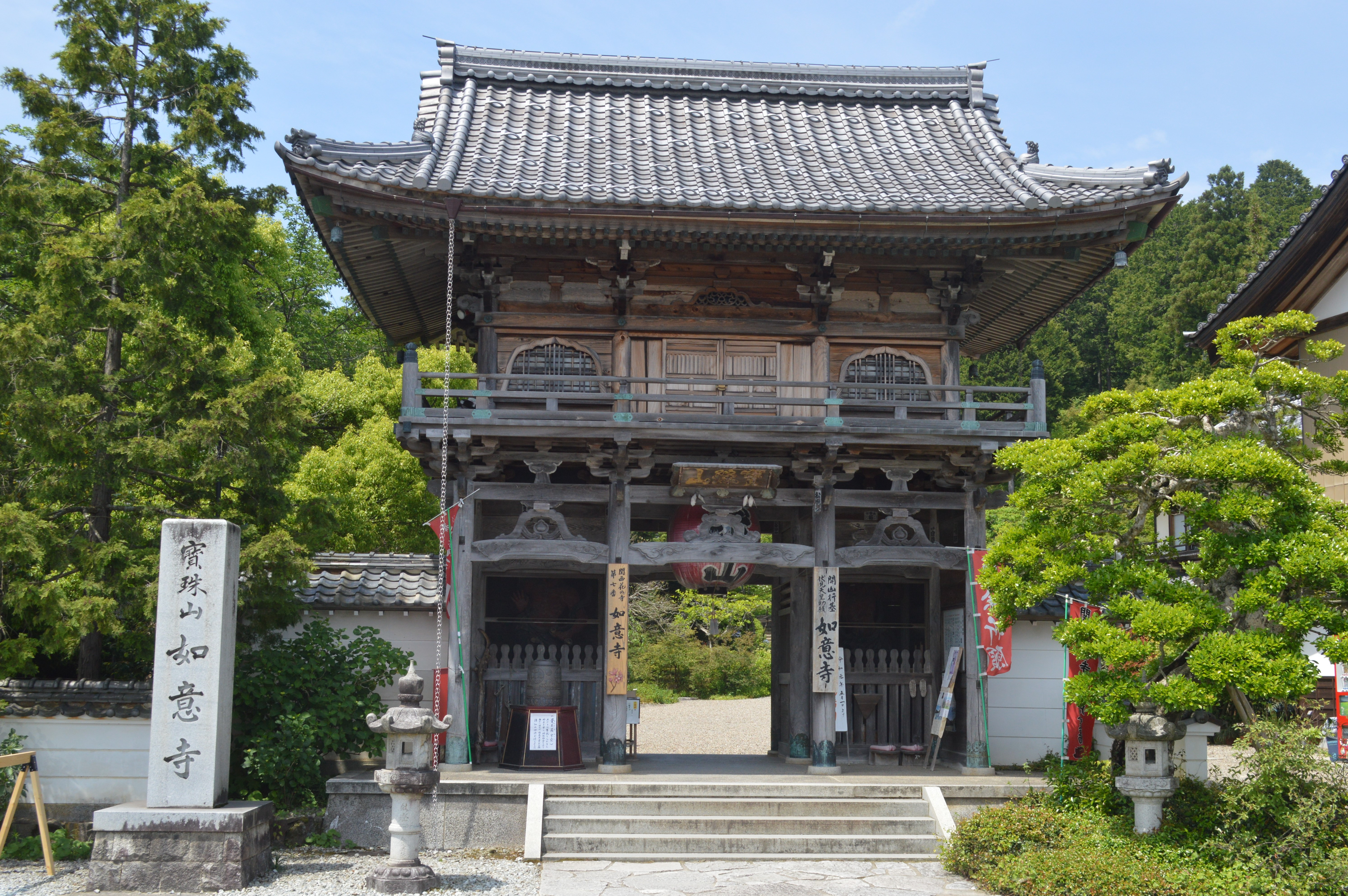
如意寺
豪商稲葉本家

### 温泉
市内各所で天然温泉が湧出しており温泉施設が豊富である。
- 木津温泉
- 夕日ヶ浦温泉
- 宇川温泉よし野の里
- 浅茂川温泉
- あしぎぬ温泉
- 久美の浜温泉
- 久美浜シーサイド温泉
- 花ゆうみ
- 丹後温泉
- 鳴き砂温泉

## 文化・名物

### 祭事・催事
主な祭事・催事
- 百度打ち（2月第1日曜日）
- 丹後ちりめん祭り（11月上旬。かつては4月上旬の土曜日・日曜日だったが2021年より変更）
- 金刀比羅神社春祭（4月上旬）
- スイス村「芝桜まつり」（5月）
- はだしのコンサート（6月第1日曜日）
- やさか納涼祭（7月）
- 小浜離山弁天祭（7月中旬）
- 間人みなと祭（7月25日）
- 水無月祭り（7月30日）
- 京丹後市 ドラゴンカヌー選手権大会（8月上旬）
- 丹後夜の市（8月上旬）
- 千日会観光祭（8月9日）
- 夕日ヶ浦納涼花火大会・盆踊り（8月15日）
- こまねこまつり（9月）
- 歴史街道丹後100kmウルトラマラソン（9月中旬）
- 間人けんか屋台祭り（10月第２土・日曜日）
- あみの八丁浜ロードレース大会（10月）
- 久美浜まるかじりまつり（10月）
- おおみや生き活きフェスタ（秋）
- 京丹後商工祭（11月）
- 久美浜カキ・魚まつり（12月第1日曜日）
- 久美ナリエ（年末年始）
- 丹後王国「月例祭」（毎月第3日曜日）
- 金刀比羅神社「こんぴら手づくり市」（3月 - 12月第3日曜日）

## 作品
京丹後市を舞台・ロケ地とした作品

### 小説
- 『Dの複合』 - 松本清張の小説。市内の木津温泉などを舞台とし、著者が執筆時に宿泊した旅館も市内に現存する。1993年にフジテレビ系列でテレビドラマ化された。

### ドラマ
- 『オトンの宝物』 - 2007年、NHK大阪。
- 『遺品整理人 谷崎藍子5』 - 2015年7月27日、MBS・TBS系列で放送。
- 『大和コロニー〜フロリダに「日本」を残した男たち〜』著者:川井龍介、2015年8月初版

### テレビCM
- 淡麗グリーンラベル「GREEN JUKEBOX 君篇」- 2021年5月11日〜10月末オンエア[40][41]。

### その他
- 『漁煙鴎雨集』 - 1911年。2012年に『久美浜風藻』と改題して太平書屋より再編・刊行。

## 出身・関連著名人

### 出身著名人
- 芦田行雄（郷土史家）。
- 東史郎（文筆家、社会活動家・丹後町）
- 安達朋博（ピアニスト・弥栄町）
- 井尻薫（レーシングドライバー・久美浜町）
- 井上謙二（オリンピックレスリング競技選手・網野町）
- 今井大輔（漫画家・大宮町）
- 植垣弥一郎（明治乳業社長・丹後町）
- 上前智祐（画家・大宮町）
- 大野治長（武将・大宮町）
- 大野治房（武将・大宮町）
- 岡井崇之（社会学者、奈良県立大学教授・丹後町）
- 岡田泰蔵（衆議院議員・丹後町）
- 岡本真也（プロ野球選手・網野町）
- 奥田東（農学者・久美浜町）
- 寒川進（アテネパラリンピック1600mリレー銅メダリスト・網野町）
- 木村次郎右衛門（長寿世界一・丹後町）
- 京極高久（若年寄・峰山藩）
- 京極高備（若年寄・峰山藩）
- 京極高富（若年寄・峰山藩）
- グーフィ森（音楽プロデューサー・網野町）
- 小池隆生（JRA騎手・峰山町）
- 小谷勝重（弁護士、最高裁判所判事・丹後町）
- 斉藤和（日本画家、久美浜町）
- 志水見千子（陸上競技選手・網野町）
- 高谷惣亮（レスリング日本代表・網野町）
- 太川陽介（タレント・大宮町）
- 田中敏昭（プロ野球選手・網野町）
- 谷口謙（医師、詩人・大宮町）
- 田村しげる（作曲家・峰山町）
- 東上高志（教育学者、部落問題研究所常務理事・網野町）
- 中邑真輔（プロレスラー、WWE所属・峰山町）
- 中村とうよう（音楽評論家・峰山町）
- 成知由梨（タレント・丹後町）
- 野村克也（プロ野球選手・プロ野球監督、名誉市民[42]・網野町）
- 羽田亨（東洋史学者・峰山町）
- 浜田翔子（タレント・久美浜町）
- 浜田コウ（タレント・久美浜町）
- 韓裕（マルハン代表取締役社長・峰山町）
- 平井嘉一郎（ニチコン株式会社創業者・大宮町）
- 平田好宏（ファイテン社長・網野町）
- 平林初之輔（文芸評論家・弥栄町）
- 広瀬新太郎（プロ野球選手・峰山町）
- 福島孝治（物理学者・丹後町）
- 前田正博（陶芸家・久美浜町）
- 増田善信（気象学者）。
- 松田道（女子教育者・峰山町）
- 松本重太郎（実業家・丹後町）
- 安田美沙子（タレント、女優、グラビアアイドル・大宮町）
- 山副芳樹（ミュージシャン、Yacht.元メンバー・弥栄町）
- 横島昇（英文学者・翻訳家・小説家）。
- Hina（歌手、ファッションモデル、女優）
- UNCHAIN（ロックバンド・峰山町）